# Chevrolet Corvette (C3)
Cet article concerne la troisième génération de Chevrolet Corvette. Pour des informations plus générales, voir Chevrolet Corvette.
 (janvier 2020).
La mise en forme du texte ne suit pas les recommandations de Wikipédia : il faut le « wikifier ».
Les points d'amélioration suivants sont les cas les plus fréquents. Le détail des points à revoir est peut-être précisé sur la page de discussion.
- Les titres sont pré-formatés par le logiciel. Ils ne sont ni en capitales, ni en gras.
- Le texte ne doit pas être écrit en capitales (les noms de famille non plus), ni en gras, ni en italique, ni en « petit »…
- Le gras n'est utilisé que pour surligner le titre de l'article dans l'introduction, une seule fois.
- L'italique est rarement utilisé : mots en langue étrangère, titres d'œuvres, noms de bateaux, etc.
- Les citations ne sont pas en italique mais en corps de texte normal. Elles sont entourées par des guillemets français : « et ».
- Les listes à puces sont à éviter, des paragraphes rédigés étant largement préférés. Les tableaux sont à réserver à la présentation de données structurées (résultats, etc.).
- Les appels de note de bas de page (petits chiffres en exposant, introduits par l'outil «  Source ») sont à placer entre la fin de phrase et le point final[comme ça].
- Les liens internes (vers d'autres articles de Wikipédia) sont à choisir avec parcimonie. Créez des liens vers des articles approfondissant le sujet. Les termes génériques sans rapport avec le sujet sont à éviter, ainsi que les répétitions de liens vers un même terme.
- Les liens externes sont à placer uniquement dans une section « Liens externes », à la fin de l'article. Ces liens sont à choisir avec parcimonie suivant les règles définies. Si un lien sert de source à l'article, son insertion dans le texte est à faire par les notes de bas de page.
- La présentation des références doit suivre les conventions bibliographiques. Il est recommandé d'utiliser les modèles {{Ouvrage}}, {{Chapitre}}, {{Article}}, {{Lien web}} et/ou {{Bibliographie}}. Le mode d'édition visuel peut mettre en forme automatiquement les références.
- Insérer une infobox (cadre d'informations à droite) n'est pas obligatoire pour parachever la mise en page.

Pour une aide détaillée, merci de consulter Aide:Wikification.
Si vous pensez que ces points ont été résolus, vous pouvez retirer ce bandeau et améliorer la mise en forme d'un autre article.
La Chevrolet Corvette (C3) est une voiture de sport produite de 1967 à 1982 par Chevrolet pour les années modèles 1968 à 1982. Les moteurs et les composants du châssis provenaient principalement de la génération précédente, mais la carrosserie et l'intérieur étaient nouveaux. Elle a établi de nouveaux records de vente avec 53 807 produits pour l'année modèle 1979. La C3 est la troisième génération de la Chevrolet Corvette et elle porte pour la deuxième fois le nom Stingray, mais uniquement pour les années modèles 1969-1976, et en un seul mot, par opposition à Sting Ray utilisé pour la génération C2 de 1963-1967. Le nom serait ensuite retiré jusqu'en 2014, date à laquelle il reviendra avec la sortie de la Chevrolet Corvette C7.

## Histoire

### Concept Mako Shark II
La Corvette C3 a été inspirée de la Mako Shark II conçue par Larry Shinoda. Exécutée sous la direction de Bill Mitchell, la Mako II avait été lancée au début de 1964. Une fois que le format à moteur central a été abandonné, la voiture de Shinoda/Mitchell a été envoyée à Chevrolet Styling sous David Holls, où le studio de Harry Haga l'a adaptée pour la production sur le châssis de la Stingray existante. La moitié inférieure résultante de la voiture ressemblait beaucoup à la Mako II, à l'exception des contours plus doux. Le nom du concept car a ensuite été changé pour Manta Ray. La C3 a également adopté le traitement de toit "Sugar Scoop" avec fenêtre arrière verticale des concept car à moteur central conçus par le groupe Duntov. Il était prévu dès le départ que la lunette arrière et cette partie du toit au-dessus des sièges soient amovibles.
La «Shark» a la particularité d'avoir été présenté au public automobile d'une manière peu orthodoxe et non voulue. GM avait fait de son mieux pour garder secrète l'apparence de la prochaine voiture, mais la sortie de la gamme Hot Wheels moulée sous pression de Mattel plusieurs semaines avant le dévoilement de la C3 avait une certaine version qui intéressait particulièrement les fans de Corvette: la "Custom Corvette", un modèle autorisé par GM de la Corvette de 1968.

### 1968-1969
Pour 1968, la carrosserie et l'intérieur de la Corvette ont été entièrement repensés. Comme auparavant, la voiture était disponible en modèles coupé ou cabriolet, mais le coupé était maintenant un modèle à hayon équipé d'une lunette arrière amovible presque verticale et de panneaux de toit amovibles (T-tops). Un toit pliant souple était inclus avec les cabriolets, tandis qu'un toit rigide auxiliaire avec une lunette arrière en verre était offert à un coût supplémentaire. Inclus avec les coupés étaient des sangles de maintien et une paire de sacs en vinyle pour ranger les panneaux de toit, et au-dessus de la zone de bagages il y avait un bac de rangement pour la lunette arrière. Les phares dissimulés de la nouvelle carrosserie étaient actionnés par un système à vide plutôt qu'électriquement comme sur la génération précédente, et les nouveaux essuie-glaces dissimulés ont utilisé une porte d'aspirateur problématique. Les poignées de porte affleuraient le haut des portes avec un bouton de déverrouillage séparé. Les ailes avant avaient des évents de refroidissement du moteur fonctionnels. Les fenêtres de ventilation latérales ont été éliminées de tous les modèles, remplacées par «Astro Ventilation», un système de circulation d'air frais. À l'intérieur, un grand compteur de vitesse rond et un compte-tours assorti étaient positionnés devant le conducteur. Les jauges auxiliaires étaient regroupées au-dessus de l'extrémité avant de la console et comprenaient la pression d'huile, la température de l'eau, l'ampèremètre, la jauge de carburant et une horloge analogique. Un système de fibre optique est apparu sur la console qui surveillait les lumières extérieures et il n'y avait pas de boîte à gants. La batterie a été déplacée de la zone du moteur vers l'un des trois compartiments derrière les sièges pour améliorer la répartition du poids. Les nouvelles options comprenaient un dégivreur de lunette arrière, un système d'alarme antivol, des enjoliveurs en métal brillant et une radio stéréo AM-FM. Toutes les voitures commandées avec une radio, comme les voitures C2, ont continué à être équipées d'un blindage d'allumage chromé couvrant le distributeur pour réduire les interférences.
Le châssis a été repris des modèles de deuxième génération, en conservant la suspension entièrement indépendante (avec des modifications mineures) et le système de freinage à disque aux quatre roues. La gamme de moteurs et les puissances en chevaux ont également été reportées de l'année précédente, tout comme les transmissions manuelles à 3 et 4 vitesses. La nouvelle transmission automatique Turbo Hydramatic à 3 vitesses en option (RPO M40) a remplacé la Powerglide à deux vitesses. Le L30, un moteur V8 à bloc compact de 5,4 L d'une puissance nominale de 304 ch (224 kW) et une transmission manuelle à 3 vitesses étaient de série, mais seulement quelques centaines de voitures équipées d'une boîte manuelle à 3 vitesses ont été vendues. La boîte manuelle à 4 vitesses était disponible dans les versions de transmission à rapport large M20 ou à rapport rapproché M21. Le M22 «Rock Crusher», une boîte de vitesses robuste à 4 rapports rapprochés, était également disponible pour certaines applications. La gamme de moteurs comprenait le L79, une version hautes performances de 355 ch (261 kW) du petit bloc de 5,4 L. Plusieurs variantes du moteur V8 gros bloc de 7,0 L constituaient près de la moitié des voitures. Il y avait le L36, une version de 395 ch (291 kW) avec un carburateur Rochester à 4 corps; Le L68, un moteur de 406 ch (298 kW) avec un carburateur Holley triple à 2 corps (3 × 2 tri-puissance); Le L71, générant 441 ch (324 kW) à 5 800 tr/min et 624 N m à 4 000 tr/min de couple également avec une tri-puissance; L'option L89 était le moteur L71 mais avec des culasses en aluminium beaucoup plus légères que la fonte standard. Ensuite, il y avait le moteur L88 que Chevrolet a conçu strictement pour une utilisation hors route (course), avec une puissance publiée de 436 ch (321 kW), mais avec un carburateur à 4 corps de grande capacité, des têtes en aluminium, un système d'admission d'air unique et un taux de compression ultra-élevé (12,5:1). Toutes les voitures à petit bloc avaient des capots à profil bas. Toutes les voitures à gros blocs avaient des capots bombés pour un dégagement supplémentaire du moteur avec deux évents simulés et des emblèmes «427» de chaque côté du dôme. Les nouvelles roues en acier de 178 mm de large étaient équipées de pneus en nylon F70x15 en biais avec des pneus à rayures blanches ou rouges en option. Les options rares étaient les suivantes : moteur L88 (80), freins lourds J56 (81), système d'alarme UA6 (388), têtes en aluminium L89 (624).
En 1969, la cylindrée du moteur petit bloc est passée de 5,4 L à 5,7 L, bien que la puissance soit restée la même. Tous les autres moteurs et choix de transmission sont restés inchangés par rapport à l'année précédente, bien que le moteur de base L30 soit maintenant le ZQ3 et que le moteur L79 ait été renommé L46. Toutes les voitures étaient équipées de roues en acier de 203 mm (au lieu de 178 mm). La taille des pneus est restée la même, bien que ce soit la première année pour les pneus à lettres blanches en option et la dernière pour les pneus à rayures rouges. Reporté de l'année précédente étaient sept rapports d'essieu arrière disponibles allant de 2,73 à 4,56. Le rapport standard est resté de 3,08 en boîte automatique et de 3,36 en boîte manuelle. L'essieu arrière Positraction en option, obligatoire sur de nombreuses combinaisons moteur/boîte de vitesses, a été installé sur plus de 95 % des voitures. Les plaques signalétiques du script "Stingray" sont apparues sur les ailes avant, maintenant en un mot, contrairement au nom "Sting Ray" utilisé précédemment. Les poignées de porte extérieures ont été repensées afin que la plaque à doigts actionne la porte, éliminant le bouton de déverrouillage séparé. Des feux de recul ont été intégrés aux feux arrière intérieurs, des lave-phares ont été ajoutés et les grilles avant été entièrement noires. Les échappements montés sur les côtés et les garnitures de ventilation des ailes avant n'étaient disponibles qu'en option cette année. À l'intérieur, des panneaux de porte révisés ont fourni un espace supplémentaire pour les épaules dans la cabine plus serrée de la C3 et les appuie-têtes sont font partie de l'équipement de série. Le diamètre du volant a été réduit de 41 à 38 cm pour permettre au conducteur d'entrer et de sortir plus facilement, le contacteur d'allumage a été déplacé du tableau de bord à la colonne de direction et des poches pour cartes ont été ajoutées à la zone du tableau de bord devant le siège du passager. Comptant pour 57 % des voitures, les coupés avec leurs panneaux de toit amovibles, ont entamé une tendance à mieux se vendre que les roadsters. Un cycle de production prolongé en raison d'un conflit de travail a augmenté le volume de 1969. C'était la dernière année pour le moteur L88 et la seule année pour l'option ZL1, qui offrait un moteur gros bloc tout en aluminium de 7,0 L d'une puissance de 436 ch (321 kW). Options rares : bloc en aluminium ZL1 (2), freins lourds J56 (115), moteur L88 (116), têtes en aluminium L89 (390).
Le magazine Car and Driver écrivait en octobre 1968: «Les Corvette à petit moteur sont légèrement plus rapides et extraordinairement civilisées. Les Corvette à gros moteurs sont extraordinairement rapides et peu civilisées. »

### 1970-1972
Avec la production de janvier 1970, des élargisseurs d'ailes ont été conçus dans les contours de carrosserie pour réduire les dommages causés par les débris projetés par les roues. La nouvelle calandre était des casiers à œufs avec des évents latéraux de garde-boue avant assortis et des lampes directionnelles avant carrées plus grandes. Les doubles sorties d'échappement précédemment rondes étaient plus grandes et de forme rectangulaire. Les intérieurs ont été peaufinés avec des sièges redessinés et une nouvelle option intérieure de luxe combinant des accents de bois à grain de bois et une moquette de qualité supérieure avec des surfaces de siège en cuir. L'essieu arrière à positraction, le verre teinté et une transmission manuelle à 4 rapports à rapports larges étaient désormais de série. Le moteur de base de 5,7 L (ZQ3) est resté à 304 ch (224 kW) et le L46 a de nouveau été proposé comme une mise à niveau haute performance de 355 ch (261 kW). Nouveau était le LT-1, un moteur V8 petit bloc de 5,7 L délivrant une puissance nominale de 375 ch (276 kW). C'était un moteur solide doté d'un vilebrequin en acier forgé, d'un bloc principal à 4 boulons, d'un taux de compression de 11:1, de pistons extrudés par impact, d'un arbre à cames à grande levée, d'un échappement à faible restriction, d'un collecteur d'admission en aluminium, d'un carburateur à 4 corps et d'aluminium à ailettes couvre-culbuteurs. Le nouveau moteur, représentant moins de 8 % de la production, ne pouvait pas être commandé avec climatisation mais était équipé d'un capot bombé orné de décalcomanies «LT-1».
Motor Trend, en mai 1970, a chronométré un LT-1 couvrant le quart de mile (402 m) en 14,36 secondes à 164 km/h et a fait remarquer: «Il y a Corvette et Porsche. L'un est le meilleur effort d'ingénierie de l'Amérique, l'autre de l'Allemagne. La différence de machines n'est pas aussi grande que la disparité de prix».
Un ensemble spécial ZR1 a ajouté une suspension de course, des freins, des barres stabilisatrices et d'autres composants haute performance aux voitures LT-1. La sélection des moteurs gros blocs était réduite à un moteur mais la cylindrée augmentait. Le LS5 était un moteur de 7,4 L; 7 439,7 cm3 générant une puissance brute de 395 ch (291 kW) et représentait le quart des voitures. Le LS7, qui était équipé d'un seul carburateur Holley de 800 CFM et annoncé à 466 ch (343 kW) à 5 600 tr/min en puissance brut et 664 N m à 3 600 tr/min de couple,, a été planifié et est apparu dans la littérature de Chevrolet, mais il ne semble pas avoir été livré à des clients particuliers, mais proposé comme moteur de caisse. Une courte année modèle a entraîné un volume de production disproportionnellement faible de 17316 unités, en baisse de près de 60 %. Options rares: groupe moteur spécial ZR1 (25), ceintures d'épaule sur les cabriolets (475), moteur LT-1 (1287).
Produites à partir d'août 1970, les voitures de 1971 étaient pratiquement identiques en apparence au modèle précédent à l'intérieur comme à l'extérieur. C'était la dernière année pour le système de surveillance de la lumière à fibres optiques, le système de lave-phares et la boîte de vitesses manuelle à 4 vitesses M22. Pour la première fois, la climatisation a été installée sur la plupart des voitures, avec près de 53 % de commande. Les moteurs ont été désaccordés avec des taux de compression réduits pour tolérer un carburant à indice d'octane inférieur. Les petits blocs disponibles étaient le moteur de base de 5,7 L, qui est tombé à 274 ch (201 kW), et le LT-1 haute performance, maintenant répertorié à 335 ch (246 kW). Le moteur LS5 7,4 L a été reporté et produsait 370 ch (272 kW). Offert en 1971 seulement, le gros bloc LS6 de 7,4 L avec des têtes en aluminium et délivrant 431 ch (317 kW), le plus élevé des années 1970-1972, et pouvait être commandé avec une transmission automatique. L'option ZR1 a été reportée pour les voitures équipées du LT-1 et l'option ZR2, offerte cette année seulement, a fourni un ensemble d'équipements de performance similaire pour les voitures LS6 et limité a la transmission boîte manuelle à 4 vitesses. Options rares: groupe moteur spécial ZR1 (8), groupe moteur spécial ZR2 (12), moteur LS6 431 ch (317 kW) (188), sangles d'épaule sur les cabriolets (677).
1972 (prod. Août 1971) était la dernière année modèle pour les pare-chocs chromés à l'avant et à l'arrière, la porte d'essuie-glace escamotable actionnée par le vide, ainsi que la lunette arrière amovible commune à tous les coupés de 1968-72. Le système d'alarme antivol activé par clé est devenu standard. Le choix de plus en plus populaire d'une transmission automatique a été installé dans la plupart des Corvette pour la première fois, avec près de 54 pour cent équipés. Cette année, la mesure nette de la puissance a maintenant été utilisée (loin de la norme de puissance brute précédente), et était en grande partie responsable des chiffres de sortie de moteur beaucoup plus bas tels que la puissance de 203 ch (149 kW) sur le moteur standard de 5,7 L moteur. C'était la dernière année pour le moteur LT-1, évalué à 259 ch (190 kW), et l'option de course ZR1 construit autour de lui. Bien que le M22 HD à 4 vitesses ne soit plus un Regular Production Option, elle a continué d'être adaptée aux voitures équipées de l'option ZR1. Le LT-1 pouvait désormais être commandé avec climatisation, une combinaison non autorisée les deux années précédentes. Le gros bloc LS5 de 7,4 L était à nouveau disponible et offrait une puissance de 274 ch (201 kW). À noter en 1972, le LS5 n'était pas disponible pour les acheteurs californiens. Ce fut le début d'une tendance où Chevrolet a limité certains choix de groupes motopropulseurs aux acheteurs californiens en raison de la pratique de cet État d'appliquer des normes d'émissions (smog) plus strictes que celles prescrites par la réglementation fédérale. Les cabriolets étaient une race en voie de disparition en 1972 et la Stingray ne faisait pas exception. Elle ne s'est vendue qu'à 6 508 exemplaires, soit 9 % du marché, ce qui la place au troisième rang; Elle a été battue par la Cutlass Supreme numéro un, avec 11 571, mais a battu les 6 456 de l'Impala et les 6 401 de la Mustang. Options rares: groupe moteur spécial ZR1 (20), ceintures d'épaule sur les cabriolets (749), option moteur LT1 (1741).

### 1973-1974
L'année modèle 1973 a marqué le début de la transformation de la Corvette d'une muscle car à une voiture de sport de tourisme. Une publicité Chevrolet titrait: "Nous lui avons donné des radiaux, une conduite plus silencieuse, des poutres de garde et retravailler le nez". En effet, les supports de carrosserie et les pneus radiaux redessinés ont amélioré la conduite de la Corvette et les niveaux sonores intérieurs ont été réduits de 40 %. Le pare-chocs arrière chromé a été essentiellement reporté de l'année précédente. Cependant, le pare-chocs avant à lame chromée a été abandonné pour la norme des 8 km/h requise par le gouvernement fédéral pour un système de pare-chocs avant léger avec un tube transversal intérieur attaché au cadre avec deux boulons Omark- (attaches en acier spéciales qui absorbe l'énergie lorsqu'une matrice de formage, repoussée par le pare-chocs, a été forcée sur sa longueur), et un couvercle de pare-chocs en uréthane moulé par injection. Le nez en uréthane a été choisi au lieu de l'autre alternative de Chevrolet, une version plus saillante du pare-chocs métallique précédent. Le nouvel ensemble de pare-chocs en uréthane a ajouté 16 kg à l'extrémité avant. Deux petits moteurs de 5,7 L étaient disponibles. Le moteur de base L-48 produisait 193 ch (142 kW). Le L-82 a été présenté comme le moteur à petit bloc haute performance en option (remplaçant le moteur LT-1) et livré 253 ch (186 kW). Le nouveau moteur comportait un vilebrequin en acier forgé, fonctionnant dans un bloc principal à quatre boulons, avec des tiges spéciales, des pistons extrudés par impact, un arbre à cames à levée supérieure, accouplé à des têtes spéciales avec des soupapes plus grandes fonctionnant à une compression 9:1 plus élevée, et couvercles de valve en aluminium à ailettes inclus pour aider à dissiper la chaleur. Le L-82 a été conçu pour fonctionner à un régime plus élevé et commandé sur près de 20 % des voitures pour un coût de 299 $.
Car and Driver sur le L-82 en décembre 1972, «… quand il s'agit de faire un choix, le L82 est le moteur que nous préférons. Duntov et les autres ingénieurs de Corvette gravitent vers les gros blocs car ils aiment le couple. Et ils ont accordé que les 454 gicleront à travers le trafic avec juste une touche de plume sur la pédale d'accélérateur. Mais, pour nous au moins, le petit bloc moteur contribue à un bon équilibre dans la Corvette qui est rare dans n'importe quelle GT, si rare qu'il serait dommage de l'échanger contre quelques N-m de couple».
Le moteur V8 gros bloc LS-4 de 7,4 L a été offert pour une puissance de 279 ch (205 kW) et 15 % des voitures ont été commandées ainsi équipées. Des emblèmes «454» ornaient le capot des Corvette équipées de gros blocs. Tous les modèles comportaient un nouveau capot à dôme à induction, qui aspirait l'air par une prise de capot arrière dans le compartiment moteur à plein régime, augmentant la puissance (mais n'apparaissait pas dans les cotes de puissance). Les temps du 0 à 60 ont été réduits d'une seconde tout en maintenant le compartiment moteur plus frais. La nouvelle taille de pneu était GR70-15 avec des bandes blanches ou des lettres blanches en relief en option. Une option de roue en aluminium a été vue sur les voitures pilotes de 1973 et 1974, et quelque 1973 étaient ainsi équipées, mais retenues pour des problèmes de qualité, elles ne seront vraiment disponibles qu'en 1976.
Le magazine Road & Track a déclaré dans un essai routier de 1973: "Malgré son âge, sa taille et ses compromis, si la Corvette est équipée des bonnes options, c'est une voiture agréable et gratifiante à conduire et cet exemplaire de 1973 était l'une des meilleures Corvette que nous avons jamais conduites." C'était également l'année de la première suspension tout-terrain RPO Z07 produite et aujourd'hui, elle est considérée comme une Corvette de production très rare, car seulement 45 exemplaires ont été produits.
Pour 1974, un nouveau système de pare-chocs arrière a remplacé la queue carrée et les lames de pare-chocs arrière chromées introduites en 1967 pour une garniture et un couvercle en uréthane effilé portant un support de plaque d'immatriculation intégré et des recoins pour les feux arrière ronds de marque. En dessous se trouvait une barre d'impact en aluminium en caisson sur deux supports de curseur Omark-bolt similaires au système utilisé dans le nez qui a permis à la Corvette de passer les tests d'impact fédéraux des 8 km/h à l'arrière ainsi qu'à l'avant. Le nouveau design arrière était plus à jour que la forme des années 1960 qu'il a remplacée et la grande majorité des passionnés l'a apprécié. Pour le modèle de 1974 uniquement, les limitations de moulage imposaient des housses de pare-chocs gauche et droit avec une couture centrale verticale. L'activateur de clé d'alarme antivol a été déplacé du panneau arrière vers l'aile avant gauche. Les tuyaux d'échappement ont été baissés car la nouvelle couverture de pare-chocs a éliminé les extensions de tuyau d'échappement.
Le magazine Car and Driver a déclaré : « ... Nous pensons que l'avant et l'arrière produisent ensemble une forme "moulée" qui agit comme une fonction plutôt que d'un décor." Chevrolet a commenté le nouveau tuyau d'échappement dans la brochure de vente de la Corvette de 1974: «Prenez le style. Nous ne le changerions pas simplement pour le plaisir de changer. Mais lorsque nous avons renforcé le pare-chocs arrière, nous avons rendu le style arrière de la Corvette différent. Et nous pensons en mieux ... »
Une Stingray de 1974 équipée du petit bloc L48 de 198 ch (145 kW) était capable du 0-97 km/h en 6,8 secondes, comparable au temps de 6,5 secondes du petit bloc de 1968 évalué à 304 ch (224 kW); preuve que les moteurs Corvette de 1972-74 avaient une puissance suffisante indépendamment de la puissance réduite et des cotes nettes (ch). Le moteur L-82 est resté à 253 ch (186 kW) et le LS4 de 7,4 L a légèrement chuté à 274 ch (201 kW).
Le magazine Hi-Performance Cars dans un test de comparaison des L48, L82 et LS4, en septembre 1973, a déclaré: "Notre choix pour la meilleure configuration polyvalente doit aller au moteur de base L48 350... Le L48 offre toute l'accélération dont vous aurez besoin sur la route de manière régulière et énergique ... en outre, il fonctionne au frais, tourne au ralenti et en douceur et peut rouler toute la journée à 160 km/h. Le L48 a mis 6,8 secondes pour atteindre 97 km/h, le L82, 6,7 secondes et le 454 LS4, 6,4 secondes. Sur le parcours routier de Bridgehampton et sur le parcours de conduite du Suffolk County Raceway, le coupé de base L48 était à nouveau notre choix ... le L-82 avait le même équilibre que le L48 mais si nous n'étions pas au bon régime dans un virage, ou dans le mauvais rapport, le manque de couple (du L82) s'est fait sentir une fois de plus ... le L48 était le mieux équilibré des trois." En conclusion, ils ont déclaré: "La Corvette en tant que concept global a toujours été bien plus que la somme de ses parties individuelles. La clientèle fanatique qui en achète 30 000 par an peut en témoigner. Et nous attesterons qu'après 20 ans, la Corvette est plus que solide. C'est toujours la quintessence de l'expérience automobile américaine".
Des résonateurs ont été ajoutés au système d'échappement double sur les modèles de 1974, ce qui a contribué à insonoriser l'intérieur. Le radiateur et le carénage ont été révisés pour un meilleur refroidissement à basse vitesse. La largeur du rétroviseur intérieur est passée de 200 à 250 mm. Pour la première fois, les ceintures de sécurité sous-abdominales et baudrier ont été intégrées, mais uniquement dans les coupés. La suspension FE7 Gymkhana «tout-terrain» comprenait des ressorts plus rigides et une barre stabilisatrice avant plus rigide sans aucune restriction de commande. La nouvelle option de suspension FE7 à 7 $ était incluse dans l'option Z07 - L'option de 400 $ (incluant également les freins assistés H.D.) était disponible pour les voitures L82 et LS4 avec transmission M21. 1974 marque la fin d'une ère pour la Corvette avec les derniers véritables systèmes d'échappement double, le dernier pot non catalytique et la dernière utilisation du gros bloc de 7,4 L.
Le magazine Hot Rod dans son numéro de mars 1986 a sélectionné la Corvette 454 LS4 de 1973-1974 comme l'une des "10 muscle car les plus vendables" en compagnie de la Chevelle de 1968-1970, la Barracuda de 1970, la Challenger de 1970, la Fairlane de 1966-67, l'AMX de 1968-70, la Camaro Z28 de 1970, la GTO de 1968-70, la Charger de 1968-69 et la Mustang de 1967-98. Les Corvette à gros bloc étaient les seules muscle cars produites après 1970 dignes de la liste.

### 1975-1977
Le modèle de 1975 a été annoncé comme «une Corvette plus efficace», car les intervalles d'entretien ont été prolongés et l'allumage électronique et le convertisseur catalytique rendu obligatoire par le gouvernement fédéral ont été introduits avec des avertissements «carburant sans plomb uniquement» sur la jauge de carburant et la trappe de remplissage. Les tuyaux d'échappement doubles ont été acheminés vers un seul convertisseur, puis divisés à nouveau, ce qui a conduit à des silencieux et des tuyaux d'échappement doubles. À partir de cette année, les compte-tours étaient entraînés électroniquement. La Corvette a commencé à être influencée par le système métrique alors que les compteurs de vitesse affichaient désormais de petites sous-faces indiquant les kilomètres par heure. Les 75 ont présenté des systèmes de pare-chocs intérieurs révisés avec des pare-chocs avant et arrière moulés. Le pare-chocs arrière en uréthane, maintenant dans sa deuxième année, est réapparu comme une unité sans couture d'une seule pièce. Ce fut la dernière année pour l'Astro Ventilation. La puissance a atteint un point bas cette année - le moteur de base ne produisait que 167 ch (123 kW) et le seul moteur optionnel restant, le L-82, a chuté de 46 ch (34 kW), réussissant à délivrer 208 ch (153 kW). Sans moteur plus gros disponible, les emblèmes de capot L-82 ont commencé à apparaître sur les voitures ainsi équipées. Le rapport d'essieu arrière standard pour le moteur de base est resté inchangé, qui est resté à 3,08 avec boîte automatique et 3,36 avec boîte manuelle. Il s'agit du dernier cabriolet de la troisième génération de 1968-1982 et seulement 12 % des voitures ont été commandées comme telles. Comme les années précédentes, un toit pliant était fourni en standard avec des roadsters à toit rigide recouvert de couleur carrosserie ou en vinyle qui était facultatif à un coût supplémentaire. Anticipant de nouvelles restrictions de sécurité fédérales, Chevrolet pensait que ce serait le dernier modèle à toit souple de la Corvette, mais le cabriolet est revenu en 1986. En raison des normes d'émissions strictes de l'État, c'était la dernière année que Chevrolet installait le moteur L-82 dans une Corvette destinée à la Californie.
Car and Driver a enregistré un temps respectable de 7,7 secondes pour le 0-97 km/h avec un moteur de base automatique de 1975, ce qui fait de la Corvette l'une des voitures les plus rapides disponibles à l'époque. C&D a déclaré: "La Corvette se sent très compétente en matière de puissance, tout pour vous aider à guider la longue carrosserie ...".
Les modèles de 1976 comportaient des panneaux de plancher en acier protégeant l'échappement du convertisseur catalytique. Ces panneaux de plancher en acier pesaient moins que le plancher en fibre de verre précédent et réduisaient les niveaux de bruit intérieur. La puissance a augmenté à 182 ch (134 kW) pour le moteur de base L-48; 213 ch (157 kW) pour le L-82 en option. Pour réduire davantage les niveaux de bruit dans l'habitacle, l'induction du capot a été abandonnée au profit du filtre à air canalisé sur le radiateur, aspirant l'air extérieur de l'avant de la voiture, réduisant ainsi la turbulence du vent à la base du pare-brise. Le capot a été reporté, avec sa grille de ventilation de capot et l'ouverture du système d'admission devenant non fonctionnelle. Les roues en aluminium coulé en option ont finalement été rendues disponibles, ce qui a réduit le poids non suspendu de la voiture de 15 kg. Près de 15 % des voitures ont été commandées avec les nouvelles roues au coût de 299 $. Une pièce de jante en acier standard a été utilisée. C'était la dernière année pour les pneus à rayures blanches en option, car 86 % des voitures étaient livrées avec les pneus à lettres blanches en option. Une nouvelle plaque signalétique arrière pour la couverture de pare-chocs arrière a été introduite, éliminant les lettres individuelles "Corvette" utilisées depuis 1968. Un changement indésirable a été le volant à 4 branches "Vega GT", bien que son diamètre plus petit ait fourni un espace supplémentaire et facilité l'entrée/la sortie. Le volant, de couleur assortie à l'intérieur, a continué sur les modèles de 1977 à 1979, limité aux voitures à volant non inclinable uniquement. La batterie "Freedom" de GM, une nouvelle unité scellée et sans entretien, était désormais installée dans toutes les voitures. L'option de dégivrage de la lunette arrière est passée du type à air pulsé des années précédentes au nouveau désembueur «Electro-Clear», un type d'élément chauffant en verre. Même sans modèle convertible, la Corvette établit encore de nouveaux records de ventes.
Car and Driver a enregistré 6,8 secondes pour les temps du 0-97 km/h dans les Corvette de 1976 équipées du L-48 et du L-82 à 4 vitesses. Le magazine a commandé un L-48 à 4 vitesses pour un road trip de 6 400 km en Alaska. C&D a résumé: "La Corvette a été un grand succès - nous nous y attendions et nous en avons pleinement profité - mais nous avons été surpris de la façon dont elle a résisté à l'épreuve ... une fois que nous nous sommes remis du voyage, nous avons concédé que nous avions développé un nouveau respect pour une voiture que nous avions longtemps considérée comme simplement quelque chose à conduire. Dans tous les sens du terme, notre Corvette Yukon s'est avérée robuste et nous devons dire que même les versions de série nous ont impressionnés, en se rapprochant d'être de vraies voitures de tourisme que nous n'aurions jamais pu imaginer. Il y a maintenant beaucoup plus de sincérité dans notre réponse à la question: Pourquoi une Corvette ?"
En 1977, la colonne de direction s'est repositionnée à 51 mm plus près du tableau de bord pour permettre au conducteur de bénéficier d'une position plus «bras levés». L'intérieur personnalisé avec garniture de siège en cuir était désormais de série, le tissu et le cuir étant une option gratuite. Une console centrale repensée permettait des options radio universelles Delco. Une conséquence de cette modification a été qu'un lecteur de bande à 8 pistes était désormais disponible en option. Les jauges auxiliaires ont été redessinées et l'ampèremètre a été remplacé par un voltmètre. Les pare-soleil ont été repensés pour pivoter de manière à offrir une protection anti-éblouissement latérale et frontale. Chevrolet a répondu à la critique du volant de l'année précédente avec une toute nouvelle unité à trois branches gainée de cuir, qui a été bien accueillie. Chevrolet a présenté ce nouveau volant bien en évidence sur le devant de sa nouvelle brochure de vente de la Corvette. Le nouveau volant est venue sur toutes les voitures équipées de la colonne de direction inclinable-télescopique en option qui a été commandée sur toutes les Corvette sauf quelques milliers. Le raffinement des Corvette en tant que voiture de sport de tourisme s'est poursuivi, la direction assistée et les freins assistés étant devenus de série et de nouvelles options comprenant des rétroviseurs sport de couleur carrosserie, un régulateur de vitesse et un nouveau groupe de commodité. Le régulateur de vitesse n'était disponible que sur les voitures à transmission automatique. Le groupe de commodité comprenait un retardateur de la lumière du dôme, un avertisseur sonore de phares allumés, un éclairage sous le capot, un voyant d'avertissement de niveau de carburant bas, des lampes de courtoisie intérieures et un rétroviseur côté passager. La couleur de peinture extérieure noire est revenue (offerte la dernière fois en 1969). Les puissances nominales des moteurs de base et L-82 sont restées inchangées. Au début de la production, la couleur de la peinture du moteur est passée de l'orange Chevy au bleu Corporate. Le script «Stingray», visible sur les ailes avant depuis 1969, a disparu, mais de nouveaux emblèmes croisés ont commencé à apparaître sur les ailes avant la fin de l'année modèle. Les poteaux de pare-brise étaient maintenant peints en noir pour un aspect de «pilier mince» et ce fut la dernière année de la ligne de toit tunel «Sugar Scoop» et de la fenêtre arrière verticale. Une étape importante pour la Corvette a été atteint en 1977, car Chevrolet avait construit un demi-million de Corvette depuis le début de la production en 1953.

### 1978-1979
1978 était le 25e anniversaire de la Corvette, et toutes les 78 arboraient des emblèmes de nez et de trappe de carburant en argent. Une nouvelle lunette arrière Fastback a été le changement de style le plus spectaculaire et le plus notable, donnant au style de carrosserie de la Corvette C3 de dix ans un nouveau souffle. Le verre fastback fixe a profité à la fois à l'aérodynamisme et a augmenté l'espace de rangement utilisable derrière les sièges tout en améliorant la visibilité vers l'arrière dans l'affaire. Un abat-jour a été installé qui pouvait être tiré vers l'avant pour couvrir le compartiment arrière afin de protéger la cargaison et le tapis contre le soleil implacable. Le compte-tours et l'indicateur de vitesse ont été repensés pour correspondre à la nouvelle console centrale et au groupe de jauges «style avion», vus pour la première fois l'année précédente. Les panneaux de porte intérieurs repensés étaient également nouveaux et une véritable boîte à gants a été ajoutée devant le siège du passager, remplaçant les poches de carte des années précédentes. Les options disponibles incluent désormais des serrures électriques, une antenne électrique, deux haut-parleurs arrière et une radio CB. Le groupe de commodité en option, introduit l'année précédente, comprenait désormais des essuie-glaces intermittents (à retardement), des tapis de sol et le miroir de courtoisie côté passager avait une unité éclairée améliorée. Le moteur de base L-48 généré 188 ch (138 kW); Ceux destinés à la Californie ou aux régions de haute altitude produisait 177 ch (130 kW). Fini le blindage d'allumage chromé sur le distributeur, remplacé par une unité en plastique noir doublée de métal. La prise d'air à tuba simple utilisée depuis 1976 a été remplacée par une configuration à double tuba sur les voitures équipées du L-82, ce qui a permis d'augmenter cette puissance à 223 ch (164 kW). Les moteurs L-82 étaient également désormais équipés d'un collecteur d'admission en aluminium qui permettait d'économiser 11 kg par rapport à l'unité en fonte des années précédentes. La Corvette s'est convertie en pneus métriques avec les P225/70R15 en standard. Des pneus plus larges P255/60R15 étaient disponibles en option et nécessitaient un réglage des ailes en usine pour le dégagement. La capacité du réservoir de carburant est passée de 17 gallons à 24 gallons sur toutes les voitures. Pour faire de la place pour le plus grand réservoir, un pneu de secours plus petit (P195/80D15) a été utilisé.
Deux éditions spéciales ont été offertes pour célébrer les 25 ans de la Corvette. Avant de prendre sa retraite, Bill Mitchell avait suggéré un modèle Silver Anniversary dans sa couleur préférée, l'argent, de manière appropriée, et elle apparaissait comme la finition B2Z à 399 $. La première option de peinture bicolore offerte depuis 1961, elle présentait de l'argent sur le bas de la carrosserie grise avec une rayure de séparation, plus des roues en aluminium et deux rétroviseurs extérieurs "sport" comme options obligatoires, ce qui a ajouté 380 $ de plus au coût. Les éditions Indy-500 Pace car 6502 ont été produites avec une peinture bicolore noir/argent, des becquets avant et arrière, des panneaux de toit teintés-miroir et des sièges sport profilés. Les critiques ont salué les atouts classiques de la voiture, y compris ses impressionnantes performances en ligne droite, en particulier le temps de 7 à 8 secondes pour le 0 à 97 km/h du L48/automatique et sa vitesse de pointe de 198 km/h, et ont noté sa conduite plus raffinée et moins bruyante. D'un autre côté, ils ont continué à noter ses faiblesses, comme un train arrière qui avait tendance à sortir lors de manœuvres brusques et une cabine qui était encore étroite et inconfortable.
Road & Track a pris un L82 de 1978 à 97 km/h en seulement 6,6 secondes, 204 km/h à plat, et a couvert le quart de mile (402 m) en 15,3 secondes à 153 km/h.
En 1979, les emblèmes drapeau croisé sur le nez et la trappe à carburant reviennent à ceux du modèle de 77. Trois caractéristiques populaires introduites sur les répliques de pace car de 78 ont fait leur entrée dans la production de cette année: les nouveaux sièges baquets, le pack de becquets avant et arrière et les panneaux de toit en verre. Les nouveaux sièges légers à dossier haut ont été fabriqués de série. Les nouveaux sièges avaient une meilleure assise latérale, facilitaient l'accès à l'espace de rangement arrière et la paire de sièges a entraîné une réduction de poids d'environ 11 kg. Les becquets avant et arrière boulonnés étaient proposés en option et près de 7 000 voitures ont été commandées ainsi équipées. Fonctionnellement, les spoilers ont réduit la traînée d'environ 15 % et augmenté l'économie de carburant d'environ un demi-mile par gallon. Un plus grand succès a été les panneaux de toit en verre teinté-miroir, désormais une option régulière, avec près de 15 000 voitures ainsi installées malgré leur coût de 365 $. Tous les T-tops étaient désormais connectés au système d'alarme antivol standard. Les phares de route à halogène au tungstène sont devenus la norme, tout comme la radio AM-FM, et pour la première fois, un lecteur de cassettes a pu être ajouté en option à 234 $. Les amortisseurs robustes pouvaient désormais être commandés sans la suspension complète Gymkhana. Un ventilateur de refroidissement à moteur électrique auxiliaire a d'abord été installé, mais uniquement sur les voitures équipées du L-82 avec climatisation. Les bas de caisse et les garnitures de lunette arrière ont été peints en noir. La puissance de tous les moteurs a augmenté grâce aux nouveaux silencieux "open flow". L'entrée d'air à double tuba introduite sur les voitures L-82 l'année précédente était désormais adaptée à toutes les voitures et le moteur de base générait désormais 198 ch (145 kW). Le moteur L-82 en option est passé à 228 ch (168 kW). C'était la dernière année qu'une boîte de vitesses manuelle pouvait être commandée avec le moteur L-82. C'était également la dernière année pour le M21 à 4 rapports rapprochés, une boîte de vitesses qui, comme les années précédentes, nécessitait le moteur L-82 en option. Une transmission à grand rapport de 4 rapports était disponible pour toutes les voitures. Il convient de noter qu'environ 82 % des voitures ont été commandées avec des transmissions manuelles en 1968. En 79, moins de 20 % des voitures étaient livrées avec des boîtes de vitesses manuelles. Cette année, la Corvette a atteint un sommet sans précédent. La production a atteint son apogée en 1979 à 53 807 unités , un record qui inégalé à ce jour.

### 1980-1982
En 1980, les couvertures de pare-chocs avant et arrière ont été redessinées avec de nouveaux spoilers aérodynamiques intégrés qui ont entraîné une réduction significative de la traînée et une augmentation du débit d'air du radiateur. Le capot a également été redessiné. Les emblèmes drapeau croisé ont disparu des ailes avant et ont été modifiés pour un style plus allongé sur le nez et la trappe à carburant. Les emblèmes L-82 sont passés du capot aux ailes avant des voitures commandées avec le moteur haute performance en option. Ce fut la finale des emblèmes de la Corvette L-82, produisant maintenant 233 ch (172 kW) mais il ne pouvait pas être accouplé à une 4 vitesses, car la boîte de vitesses manuelle n'était offerte qu'avec l'option moteur L48. L'indicateur de vitesse dans toutes les voitures allait à un maximum de 137 km/h, reflétant une nouvelle loi fédérale controversée. La climatisation est devenue la norme, tout comme la colonne de direction inclinable et télescopique, les vitres électriques, les rétroviseurs extérieurs sport et le groupe confort. Nouveau était un porte-panneau de toit en option qui se montait sur le coffre arrière de la Fastback. De nombreux composants allégés ont été introduits, notamment des panneaux de carrosserie et un différentiel plus minces et une traverse en aluminium Dana 44 IRS (Independent Rear Suspension). La nouvelle unité plus légère a remplacé le différentiel IRS en fonte GM 10 boulons, sans doute plus résistant. Conformément aux économies de poids supplémentaires, le collecteur d'admission en aluminium associé aux moteurs L-82 depuis 1978 était désormais installé dans toutes les voitures, ainsi qu'un support de montage d'alternateur inférieur en aluminium remplaçant la pièce en fonte utilisée depuis 1972. Pour la première fois, en raison de considérations d'émissions californiennes, une application de moteur unique a été installée dans les voitures livrées dans cet état et était obligatoire. Ce moteur était un moteur V8 409 de 5,0 L d'une puissance nominale de 182 ch (134 kW), équipé de nouveaux collecteurs d'échappement tubulaires en acier inoxydable qui étaient beaucoup plus légers que les pièces en fonte qu'ils ont remplacées et couplé à une transmission automatique, également obligatoire. Le carburateur et le calage de l'allumage sont contrôlés par le nouveau système de commande par ordinateur de Chevrolet. Le moteur à cylindrée plus petite n'était disponible dans aucun autre état. Les acheteurs californiens ont été crédités de 50 $ à titre de consolation, mais ont dû payer pour la certification des émissions de la Californie, qui était de 250 $. À titre de comparaison, le moteur L-48 de 5,7 L, de série dans les 49 autres États, était évalué à 193 ch (142 kW). Le prix de base a quadruplé au cours de l'année-modèle, ce qui a augmenté le coût de la voiture de plus de 1 200 $ à 14 345,24 $.
En 1981, il n'y avait qu'un seul groupe motopropulseur disponible, un moteur de 5,7 L qui, comme le moteur de base L-48 de l'année précédente, produisait 193 ch (142 kW), mais était désormais désigné L81. Le moteur était certifié dans tous les États et disponible avec des transmissions manuelles ou automatiques. Des couvercles de filtre à air chromés et des couvercles de soupape en magnésium coulé habillés tous les moteurs. Les collecteurs d'échappement légers 4 en 1 en acier inoxydable et le système de contrôle informatique introduits sur les moteurs californiens de 5,0 L l'année précédente étaient désormais de série, tout comme un ventilateur électrique auxiliaire de refroidissement du moteur. Celle-ci, la dernière C3 disponible avec une transmission manuelle, ainsi équipée, avait publié un 0-97 km/h en 8,1 secondes. Cette année modèle a été la première corvette à utiliser un ressort à lames arrière en fibre de verre, désormais une marque déposée Corvette. Le ressort a permis d'économiser 16 kg, mais s'est limité aux suspensions de base à transmission automatique. Lorsqu'elle est équipée de la toute nouvelle radio ETR (Electronically Tuned Receiver) en option de Delco avec une horloge numérique, l'horloge du tableau de bord analogique à quartz est remplacée par une jauge de température d'huile. Les roues en aluminium coulé, en option depuis 1976, étaient désormais commandées sur 90 % des voitures au coût de 428 $. Les nouvelles options comprenaient un siège conducteur à réglage électrique et des rétroviseurs extérieurs à commande électrique. Au milieu de 1981, la production a été transférée de St. Louis à Bowling Green, Kentucky, et plusieurs options de peinture bicolore ont été proposées.
1982 a vu le début du système de distribution de carburant «Cross-Fire Injection». Ce TBI (Throttle Body Fuel Injection) n'était pas le type d'injection de carburant installé auparavant dans certaines Corvette C1 et C2. Le moteur développait 203 ch (149 kW) et était couplé à une nouvelle transmission automatique à quatre vitesses avec des convertisseurs de couple contournés dans les trois premiers rapports. Par rapport à la précédente Turbo-Hydramatic à 3 vitesses, la nouvelle transmission 700-R4 avait un premier et un deuxième rapport inférieurs pour une accélération améliorée à bas régime, et une quatrième surmultiplié qui réduisait le régime moteur de 30 % aux vitesses de croisière sur autoroute, résultant une meilleure économie de carburant. Comme inconvénient, la nouvelle transmission n'était pas considérée comme une unité robuste et s'est avérée problématique. Les performances publiées du modèle final de la Corvette C3 étaient de 0 à 97 km/h en 7,9 secondes, le quart de mile (402 m) en 16,1 s à 137 km/h. C'était la dernière année pour la disponibilité de la bande 8 pistes et de nouveaux emblèmes «cross-fire injection» sont apparus sur les ailes avant. Les emblèmes drapeaux croisés du nez et de la porte de carburant ont changé pour un design plus carré.
En 1982, Chevrolet savait que ce serait la dernière année d'une génération entière de Corvette et a donc commémoré l'occasion en offrant une Collector Edition avec un séquençage de numéro de série distinct, une peinture beige argenté, des roues uniques conçues d'après les alliages boulonnés du modèle de 1967, et une lunette arrière ouvrable.

### Modèles spéciaux

#### Astrovette (1969)
En 1969, General Motors a loué trois Corvette Stingray en édition spéciale pour les astronautes Pete Conrad, Richard F. Gordon, Jr., et Alan Bean de la mission Apollo 12. Les trois unités arboraient un schéma de peinture or et noir choisi par Bean et leur ont été louées pour 1,00 $ US par an,,.

#### ZL1 (1969)
Pour l'année-modèle 1969, l'option ZL1 était proposée avec un moteur gros bloc de 7,0 L en aluminium d'une puissance brute de 436 ch (321 kW), il propulsait la ZL1 sur un quart de mile (402 m) en 12,1 secondes. L'option coûtait 4 700 $ (la ZL1 était une option de 3 010 $ composée d'un bloc-cylindres et de culasses en aluminium en plus de l'option L88 à 1 882,15 $),. Bien que l'on pense généralement qu'il fournisse au moins 101 ch (75 kW) de plus, cela a été resté en tant que rumeurs,
Selon Motor Trend lors d'un essai routier de fin 1968, la Corvette ZL1 était la voiture de production la plus rapide jamais produite (jusqu'à cette époque). Pendant des décennies, les experts de l'automobile ont cru que seulement deux ont été construites (coupés jaunes et blancs), mais Car and Driver en décembre 1969, a révélé une troisième ZL1 rouge. Elle a été achetée par un ingénieur de Gulf Oil qui en est toujours propriétaire et qui la pilote occasionnellement.

#### ZR1 & ZR2 (1970-1972)
Le groupe moteur spécial ZR1 était une option de 1 221,00 $ disponible exclusivement avec l'option moteur LT-1. Il comprenait le moteur à petit bloc de levage solide, la transmission à quatre vitesses robuste, les freins assistés, le radiateur en aluminium et une suspension révisée avec des ressorts spéciaux, des amortisseurs, et une barre stabilisatrice. Comme il s'agissait d'un équipement de compétition, la ZR1 ne pouvait pas être commandé avec des vitres électriques, une direction assistée, la climatisation, un désembueur de lunette arrière, des enjoliveurs ou une radio. Seuls 53 ZR1 de 1970-1972 ont été construites (25 en 1970, dont 8 cabriolets, 8 en 1971 et 20 en 1972).
Le groupe moteur spécial ZR2 était une option de 1 747,00 $ (1 an seulement) initialement prévue pour 1970, mais officiellement publiée en 1971. Elle comprenait l'équipement spécial de la finition ZR1, mais pour le moteur LS6 454. Conformément à la politique de GM, les moteurs Corvette de 1971 ont été désaccordés pour fonctionner avec du carburant à faible teneur en plomb, à l'exception du V8 LS-6, qui était évalué à 431 ch (317 kW) avec du carburant de qualité supérieure. 188 voitures du modèle de 1971 comprenaient le moteur LS-6, dont seulement 12 avec l'ensemble ZR-2, dont seulement 2 en cabriolets. Certains croient que le lettrage «ZR» signifie «Zora Racer», du nom de l'ingénieur en chef de la Corvette, Zora Duntov, mais en 2008, le directeur de production de la Corvette, Harlan Charles, a déclaré: «La réalité est que les codes sont généralement aléatoires et ont du sens que de la part des passionnés."

#### Pace car de l'Indy 500
La Corvette C3 a été choisie comme pace car pour l'Indianapolis 500 1978. Initialement, 2500 répliques de l'indy 500 - 100 pour chaque année de production - devaient être mises en vente. Mais il a été décidé que chacun des 6502 concessionnaires de Chevrolet devrait en avoir une pour l'exposer dans la salle d'exposition. Ainsi, ce qui a été appelé Corvette Indy Pace Car Replica édition limitée représentait environ 15 % de la production totale. Comme le modèle Silver Anniversary, la Pace Car Replica était en fait un ensemble d'options-RPO Z78. Sa principale distinction était le noir sur l'argent métallique avec une fine bande rouge vif au milieu avec un spoiler ajouté à chaque extrémité pour modifier l'apparence de manière plus spectaculaire. L'intérieur des Pace car reflète l'influence de Bill Mitchell, avec un revêtement entièrement en cuir argenté ou en cuir argenté avec tissu gris et une moquette grise. Toutes les répliques étaient équipées de nouveaux sièges de soutien lombaire à coque mince, de nouveaux toits en verre, de jantes en alliage, de vitres électriques, de la climatisation, d'un volant inclinable/télescopique, de verrous électriques, d'un désembueur arrière, de rétroviseurs sport, d'une batterie robuste, et une stéréo AM/FM avec lecteur de bande à huit pistes ou radio CB. La touche finale était le jeu de décalcomanies Indy 500 inclus non installé avec chaque voiture en édition limitée.

#### Corvette America (1980)
La Corvette America était une version rare de la C3 se distinguant par ses quatre portes. Diverses sources ont déclaré que General Motors l'avait construite ou qu'elle avait été construite sur mesure par California Coach Motors,. L'empattement a été rallongé d'environ 760 mm pour accueillir les portes arrière et les sièges. Les forums automobiles ont rapporté que la Corvette America pouvait être achetée sur Craigslist ou eBay pour des prix allant de 145 000 à 275 000 $,. Seuls cinq exemplaires ont été réalisés.

#### Collector Edition (1982)
La Collector Edition de 1982 était la première Corvette avec une lunette arrière à hayon, préfigurant la Corvette C4. Un schéma de couleurs spécial a été utilisé à l'intérieur et à l'extérieur et des badges Collector Edition ont été présentés. Les roues en aluminium spéciales et exclusives ont été conçues pour ressembler aux roues boulonnées en option du modèle 1967. La Collector Edition avait un "0" comme sixième chiffre du VIN plutôt que le "8" trouvé sur les Corvette standard. Ce fut la première Corvette à se vendre pour plus de 20 000 $, avec un prix de base de 22 537,59 $. La Collector Edition avait une disponibilité illimitée et 6 759 ont été produites sur une production totale de 25 407 en 1982.

## Production
La course de quatorze ans de la C3 montre un contraste extrême. Le prix de base de la Corvette en 1968 était de 4 663 $. En 1982, principalement en raison de l'inflation, le prix de base était passé à 18 290 $. En 1968, il y avait six moteurs, deux V8 petit bloc et quatre V8 gros bloc. En 1982, il n'y avait qu'un seul moteur V8 petit bloc. En 1968, il y avait cinq transmissions, dont quatre choix manuels. En 1982, il y en avait qu'une, une automatique à quatre vitesses. Bien que raffinées, les normes d'émissions et les préoccupations d'économie de carburant avaient changé la seule voiture de sport américaine.
| Année | Production | Prix de base | Notes |
| ----- | ---------- | ------------ | --- |
| 1968  | 28 566     | 4 663 $      | Nouvelle carrosserie et panneaux de toit amovibles en T nouvel intérieur moteurs reportés le Turbo Hydra-matic à trois vitesses remplace la Powerglide à deux vitesses en option de transmission automatique |
| 1969  | 38 462     | 4 780 $      | Première année du petit bloc de 5 735 cm3 dans la Corvette; prolongation de l'année modèle jusqu'en décembre 1969 en raison du retard dans l'introduction du modèle de 1970; Ajout de plaques signalétiques de garde-boue avant «Stingray» nouveaux panneaux et inserts de porte intérieure volant de 381 mm en vinyle noir (remplace le volant en bois de 406 mm) roues de 203 mm de large (au lieu de 178 mm) seule année pour les tuyaux d'échappements latéraux en option d'usine |
| 1970  | 17 316     | 5 192 $      | Première année pour le moteur LT-1 petit bloc et le 454 gros bloc; la transmission manuelle à trois vitesses a chuté et la transmission manuelle à quatre vitesses est devenue de série avec le Turbo Hydra-matic disponible en option sans frais avec tous les moteurs sauf le LT-1 350; équipement standard fabriqué en posi-traction; introduits avec la toute nouvelle Chevrolet Camaro de deuxième génération le 26 février 1970 de nouvelles grilles avant et grilles de garde-boue en métal des fusées d'ailes inférieures moulées de nouveaux sièges à dossier haut et garniture intérieure une nouvelle option intérieure personnalisée comprend: garniture de siège en cuir moquette à poils coupés panneaux de porte à moquette inférieure et touches de grain de bois. |
| 1971  | 21 801     | 5 496 $      | Chutes de puissance importantes en raison de taux de compression réduits pour répondre à l'édit de GM exigeant que tous les moteurs fonctionnent à l'essence sans plomb à faible indice d'octane; puissances nominales basées sur les chiffres "bruts" et "nets" la première étant basée sur le moteur accroché au dynomètre tandis que les cotes "nettes" sont basées sur la puissance installée dans le véhicule avec des accessoires et des contrôles d'émissions installés. |
| 1972  | 27 004     | 5 533 $      | Les puissances nominales sont désormais annoncées en chiffres de puissance nets dernière année pour le moteur LT-1 les pare-chocs avant et arrière chromés et la lunette arrière amovible dernière année pour les portes d'essuie-glace. |
| 1973  | 30 464     | 5 561 $      | Système de pare-chocs avant de 8 km:h avec couvercle en uréthane calandre avant en métal (noir avec bords argentés) pare-chocs arrière chromés inchangés conduits de garde-boue avant de nouvelle conception première année pour les pneus radiaux (équipement standard) supports de carrosserie en caoutchouc nouveau capot avec induction d'air et isolation sous le capot nouvel emblème frontal (rond). |
| 1974  | 37 502     | 6 001 $      | Système de pare-chocs arrière de 8 km/h avec couvercle en uréthane pour correspondre au pare-chocs avant de l'an dernier nouveaux feux arrière encastrés et tuyaux d'échappement tournés vers le bas. 1974 est la seule année avec un pare-chocs arrière en deux parties avec séparation centrale. Aucun emblème de couvercle d'essence n'a été utilisé. Calandre avant en aluminium (tout noir) nouveaux résonateurs à double échappement refroidissement du radiateur et conduits de climatisation intérieurs révisés ceintures de sécurité intégrées aux sièges dans le coupé. Dernière année pour un véritable double échappement dernière année pour un moteur gros bloc dans une Corvette.                                                                                   |
| 1975  | 38 645     | 6 810 $      | Première année du convertisseur catalytique et d'échappement unique tampons de pare-chocs noirs (peints) avant et arrière systèmes de pare-chocs intérieurs repensés et couvercle de pare-chocs arrière monobloc calandre avant en plastique (tout noir) lentilles de feu de stationnement ambrées (remplace les lentilles claires des 73-74) nouveaux emblèmes dernière année du cabriolet C3. |
| 1976  | 46 558     | 7 604 $      | Première année pour les panneaux de plancher en acier induction à air froid annulé nouvelle option de jantes en alliage d'aluminium nouvelle plaque signalétique arrière "Corvette" monobloc (remplace les lettres) dernière année des plaques signalétiques des ailes "Stingray". |
| 1977  | 49 213     | 8 647 $      | Extérieur noir disponible (dernière fois en 1969) nouveau design des emblèmes "Corvette flags" à l'avant et à l'arrière. Nouvelle console et jauges intérieure radios GM universelles. |
| 1978  | 46 776     | 9 750 $      | Nouvelle lunette arrière Fastback éditions spéciales Silver Anniversary et Indy 500 Pace Car; La Pace-car inclus des sièges sport et des becquets avant et arrière des verres en option; intérieur tableau de bord et instruments redessinés. |
| 1979  | 53 807     | 10 220 $     | Sièges sport (de la pace-car de l'année précédente); spoilers avant et arrière en option dessus en verre en option; Nouvelles caractéristiques de confort intérieur; les ventes de Corvette les plus élevées à ce jour. |
| 1980  | 40 614     | 13 140 $     | Matériaux allégés nouveaux capot partie avant avec ailerons moulés couvercle de pare-chocs arrière avec aileron moulé et nouveaux feux arrière le gouvernement fédéral a exigé un compteur de vitesse de 85 mi/h (137 km/h); Voitures californiennes propulsées par V8 305 et transmission automatique pour cette année seulement dernière année pour le moteur L-82 - (avec transmission manuelle) |
| 1981  | 40 606     | 16 258 $     | La production est transférée de St. Louis à la nouvelle usine de Bowling Green; le V8 350 revient dans les voitures californiennes dernière année pour une transmission manuelle. |
| 1982  | 25 407     | 18 290 $     | Nouveau L83 à injection croisée Nouvelle transmission automatique à surmultiplication; Les Collector Edition comprennent une lunette arrière exclusive - soit un quart de la production. |
| Total | 542 741    |              | |

## Galerie
Chronologie photos de la Corvette C3

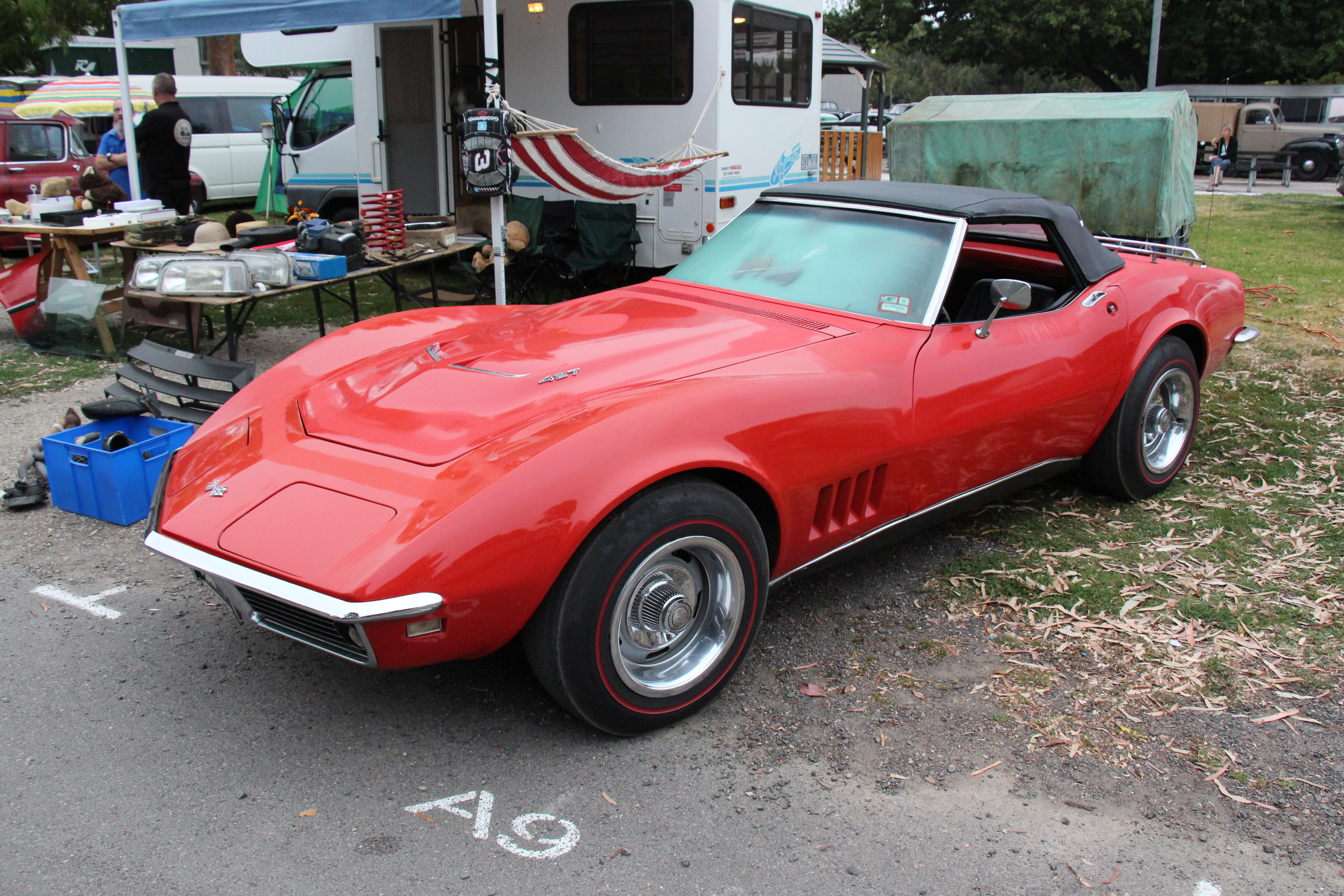
Avant du cabriolet de 1968
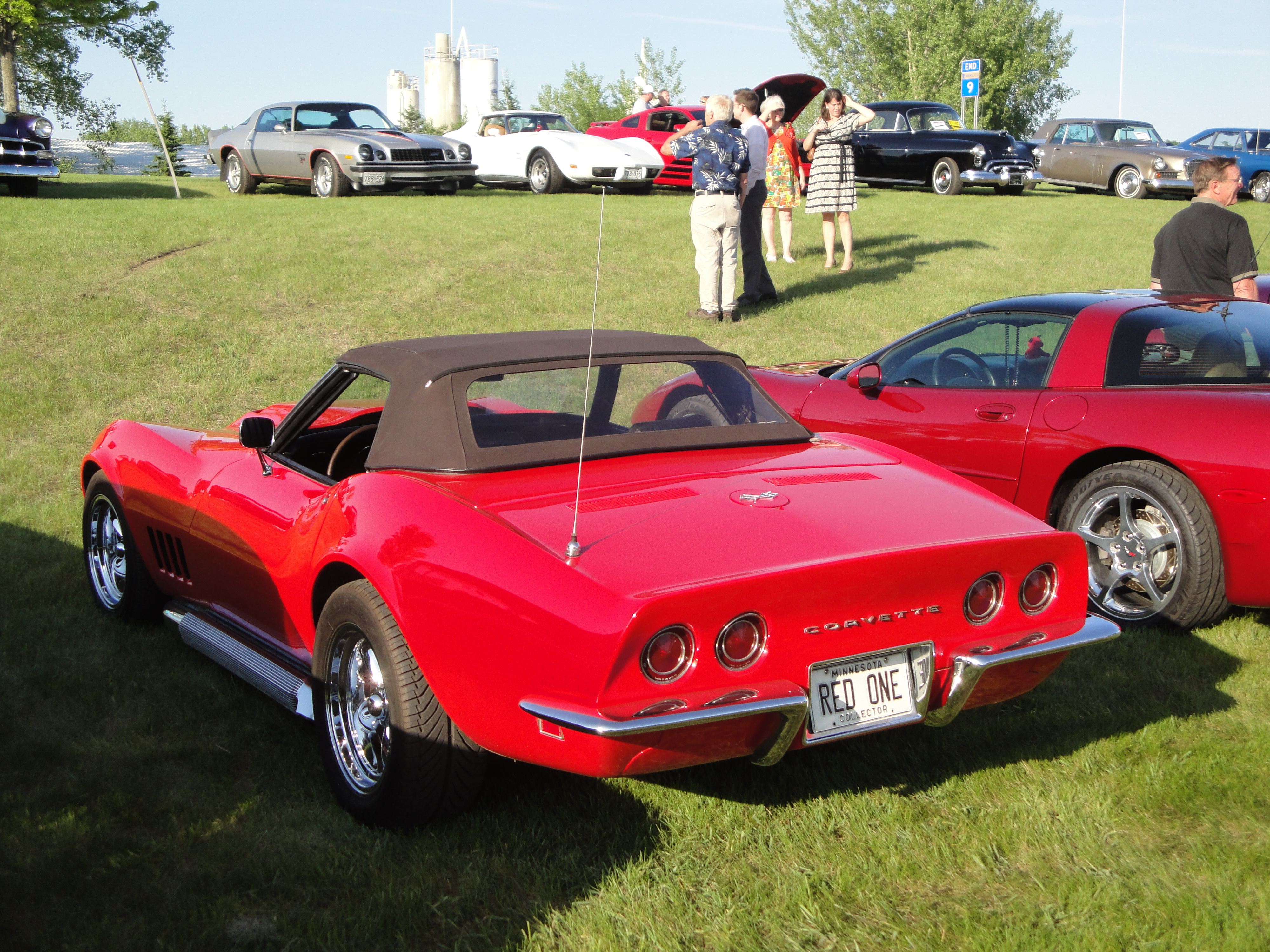
Arrière du cabriolet de 1968
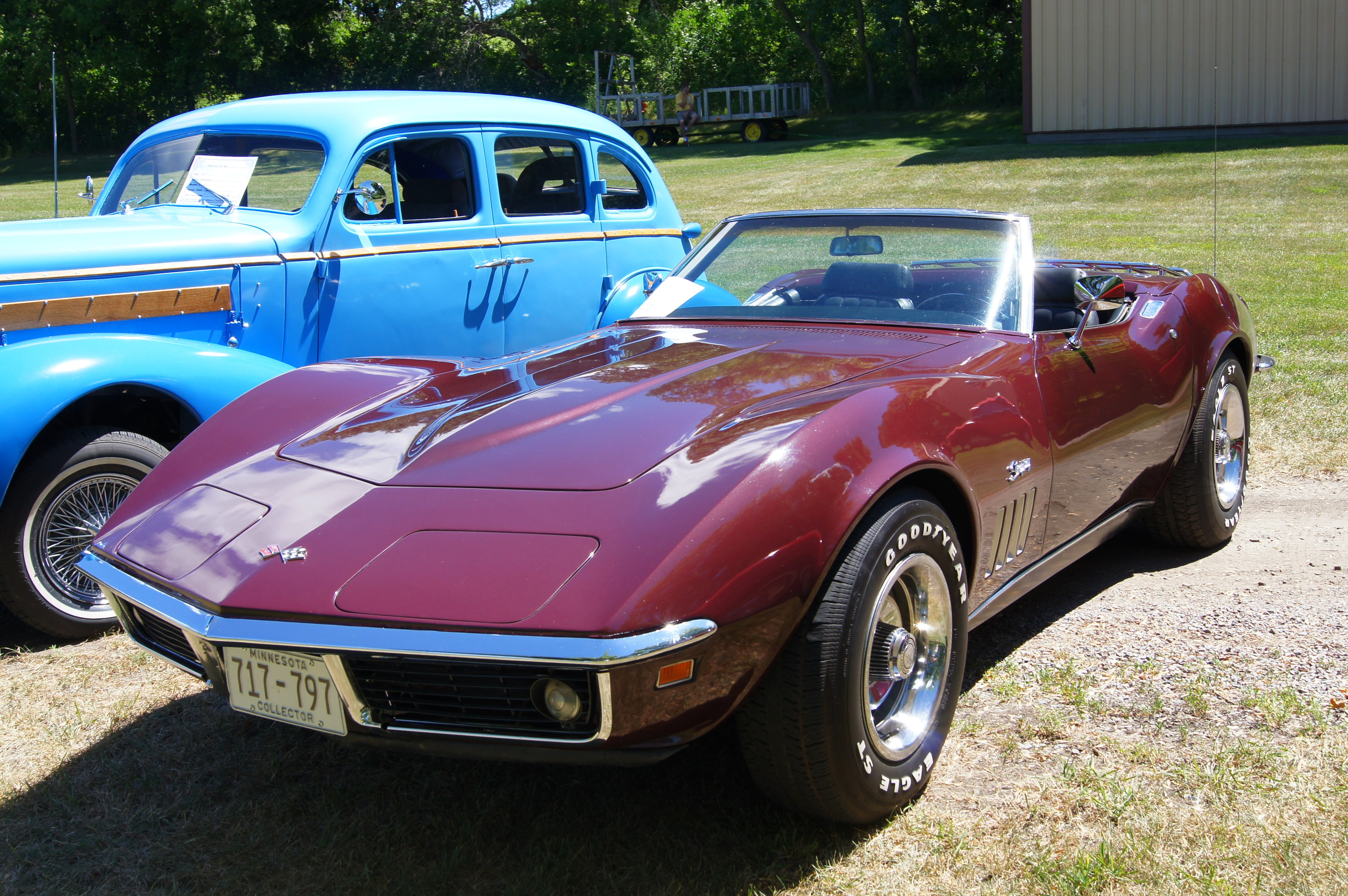
Avant de 1969
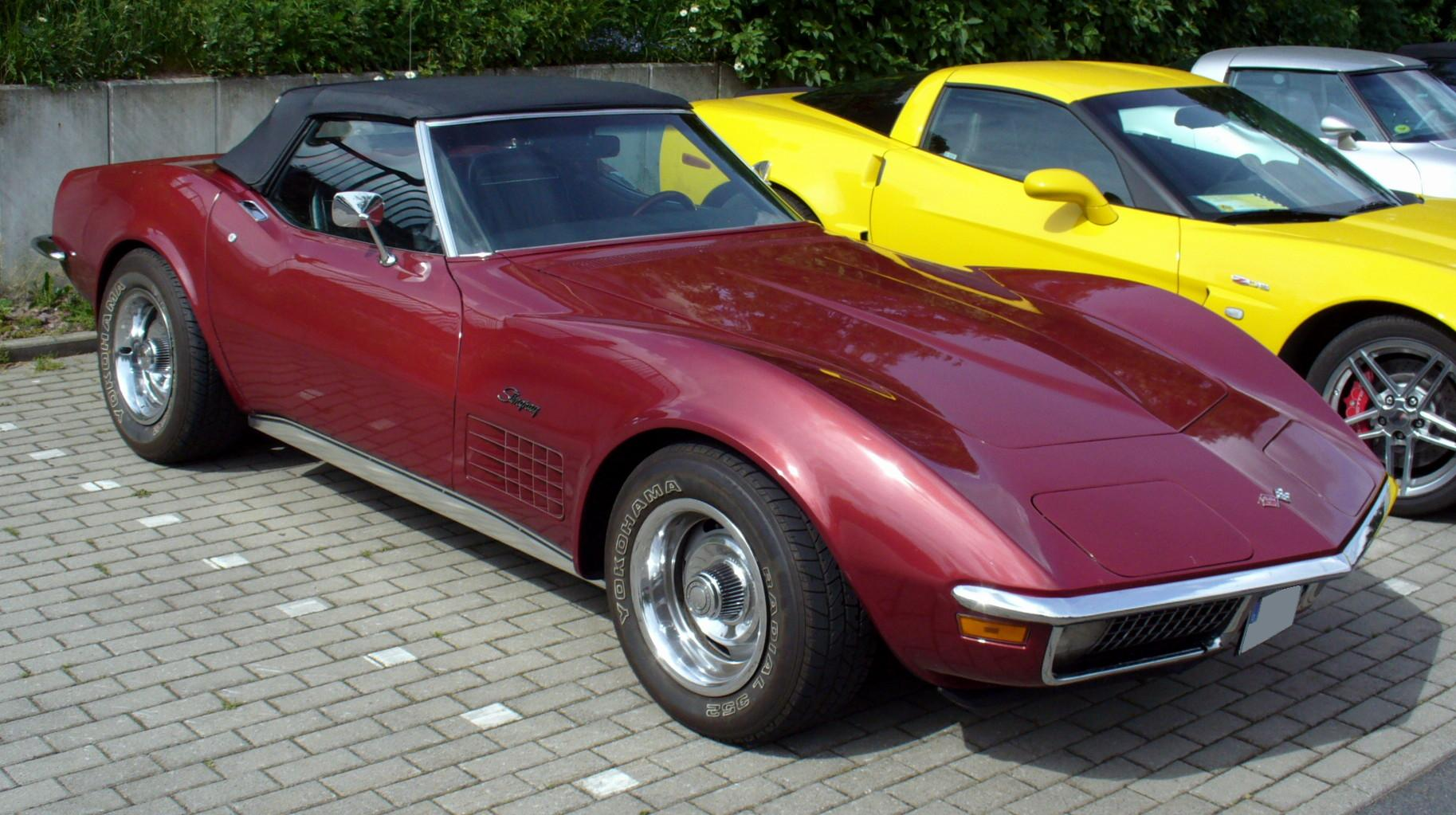
Avant de 1970
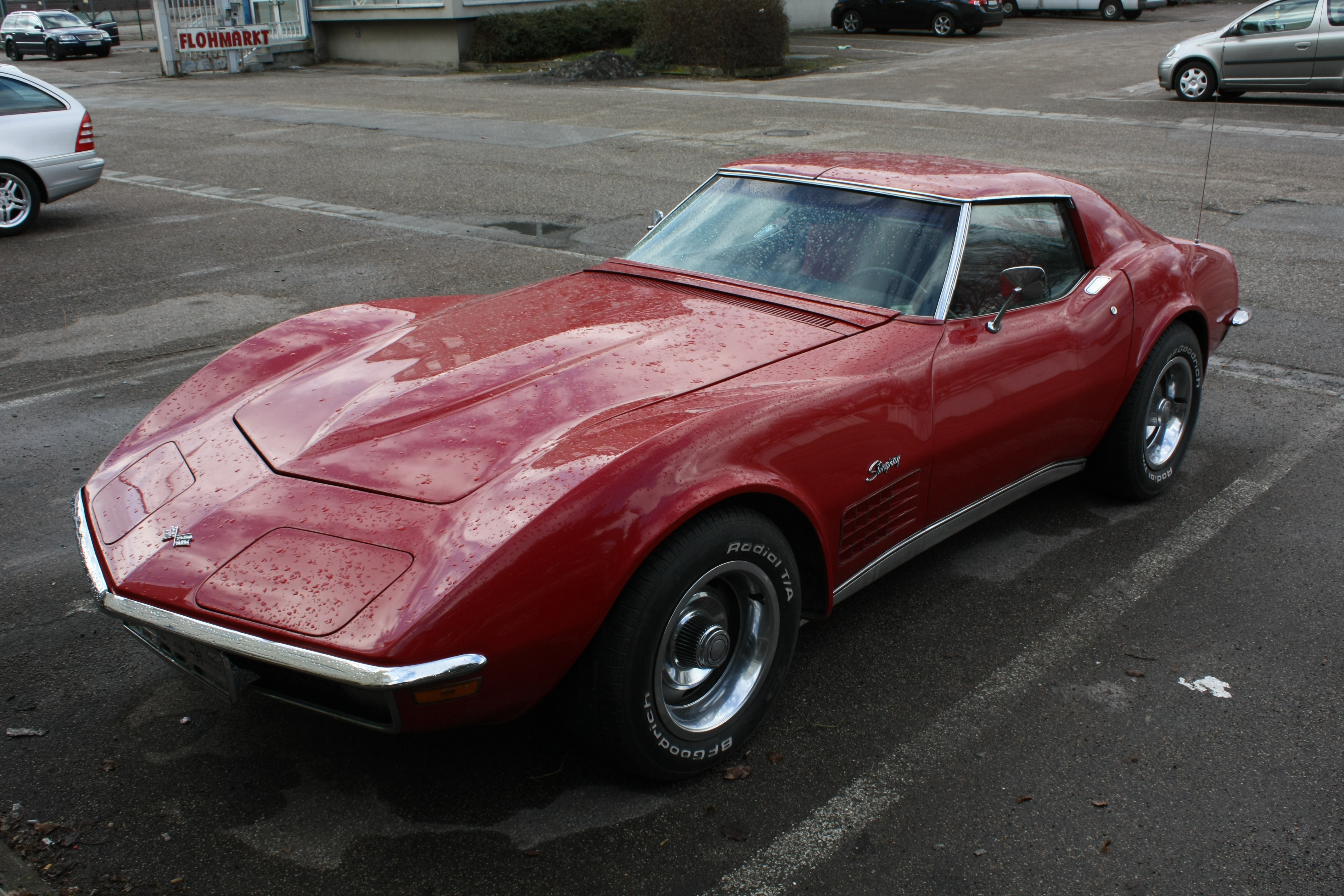
Avant de 1971
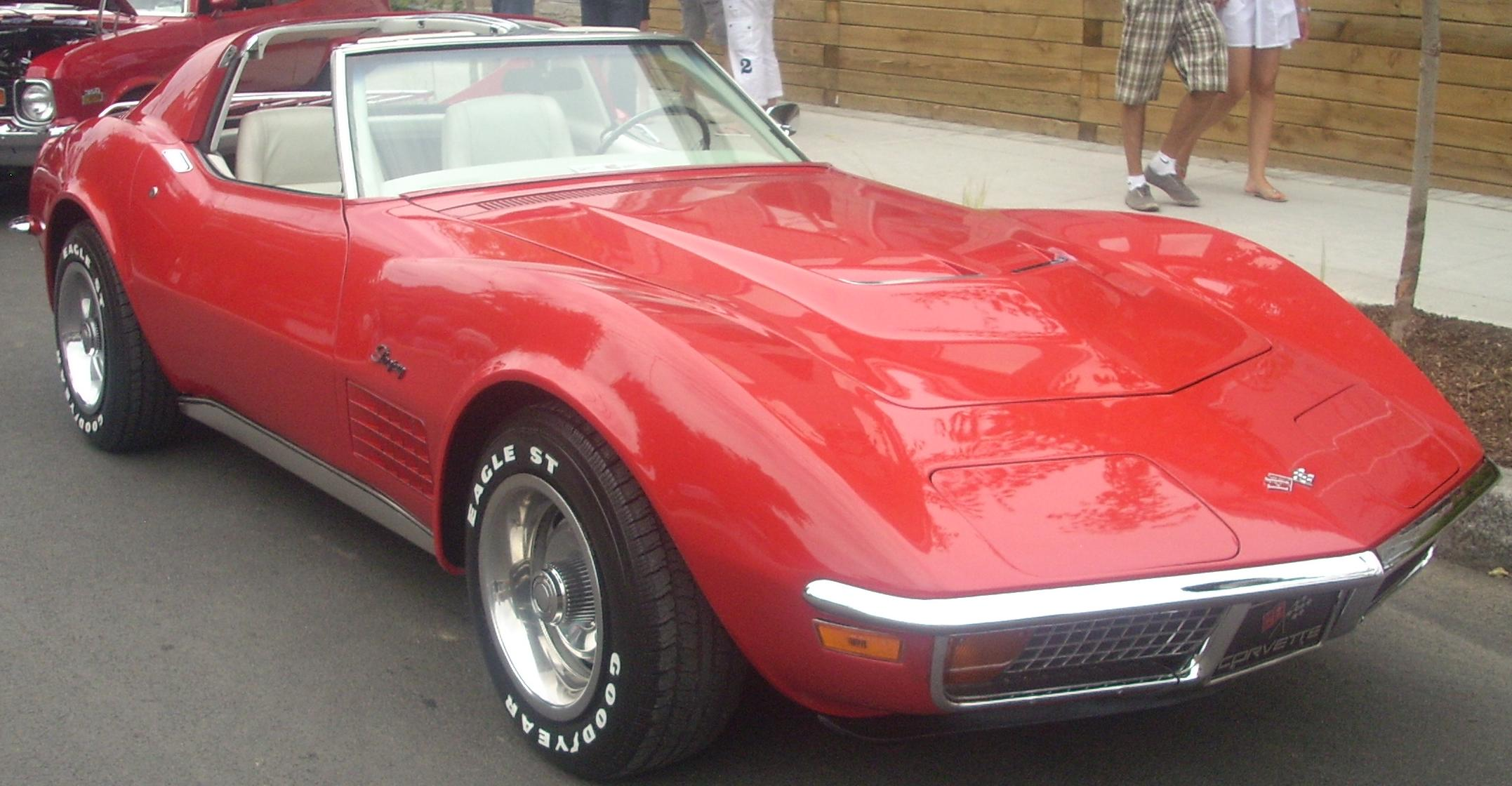
Avant de 1972
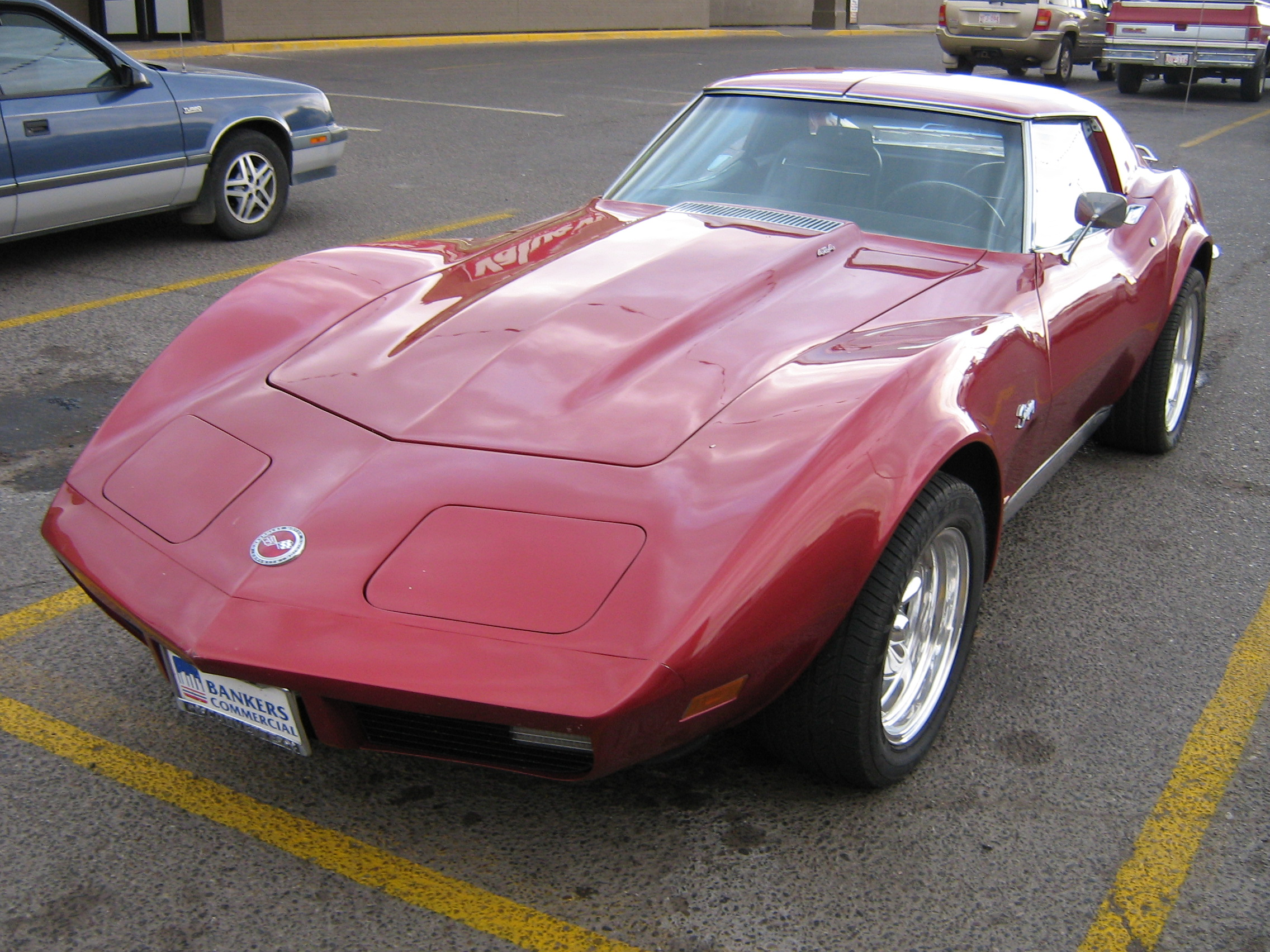
Avant de 1973
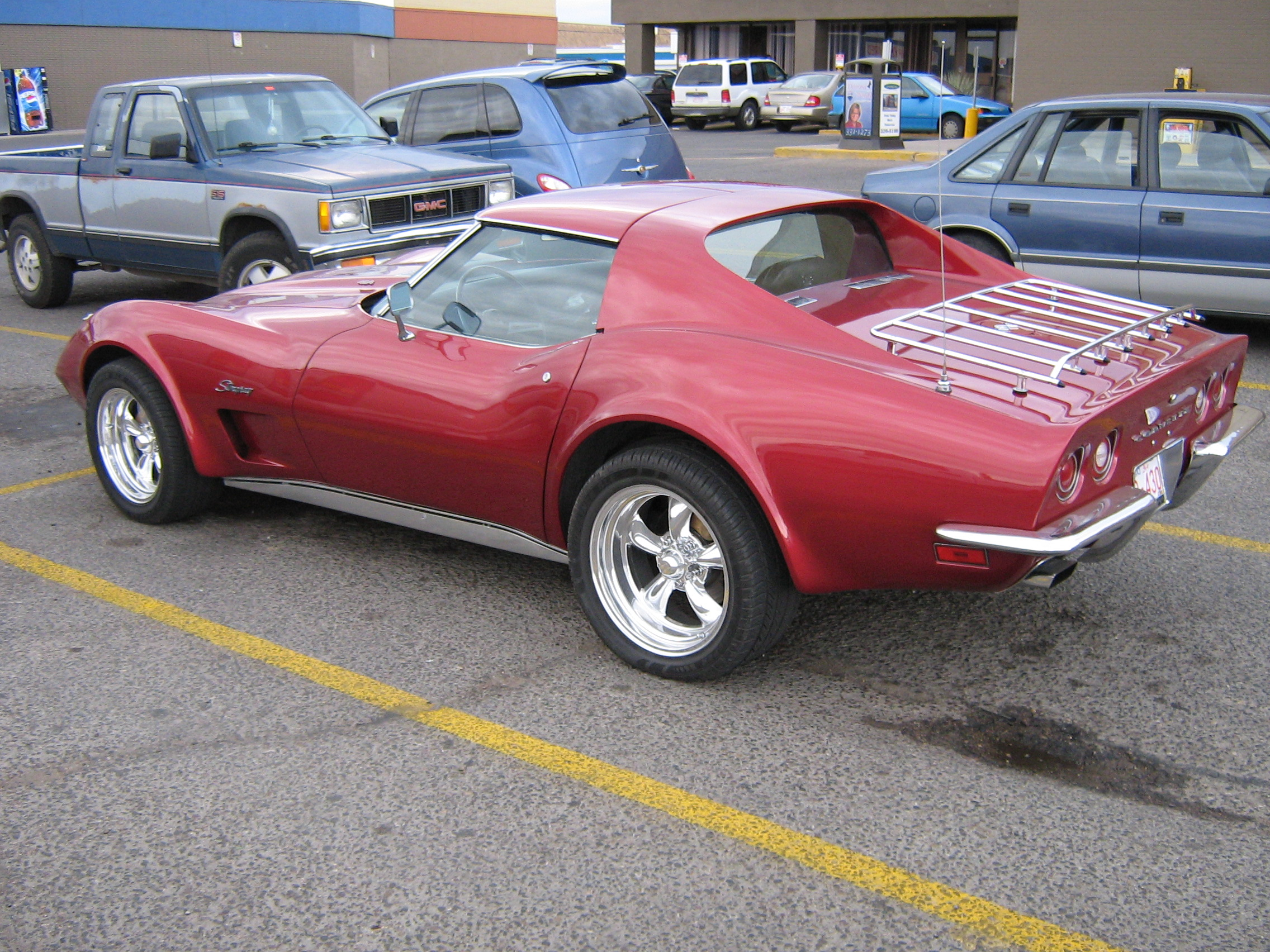
Arrière de 1973
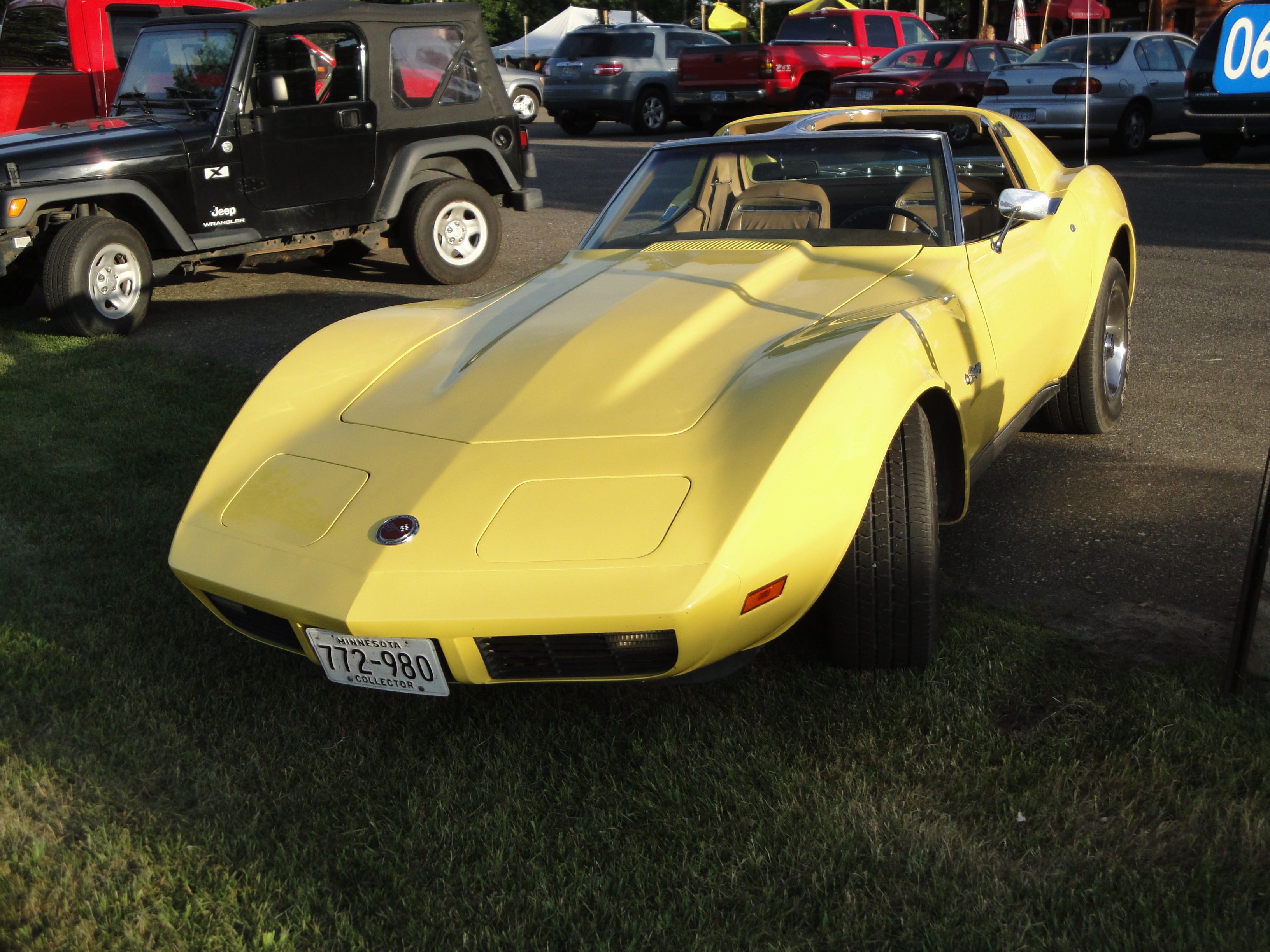
Avant de 1974
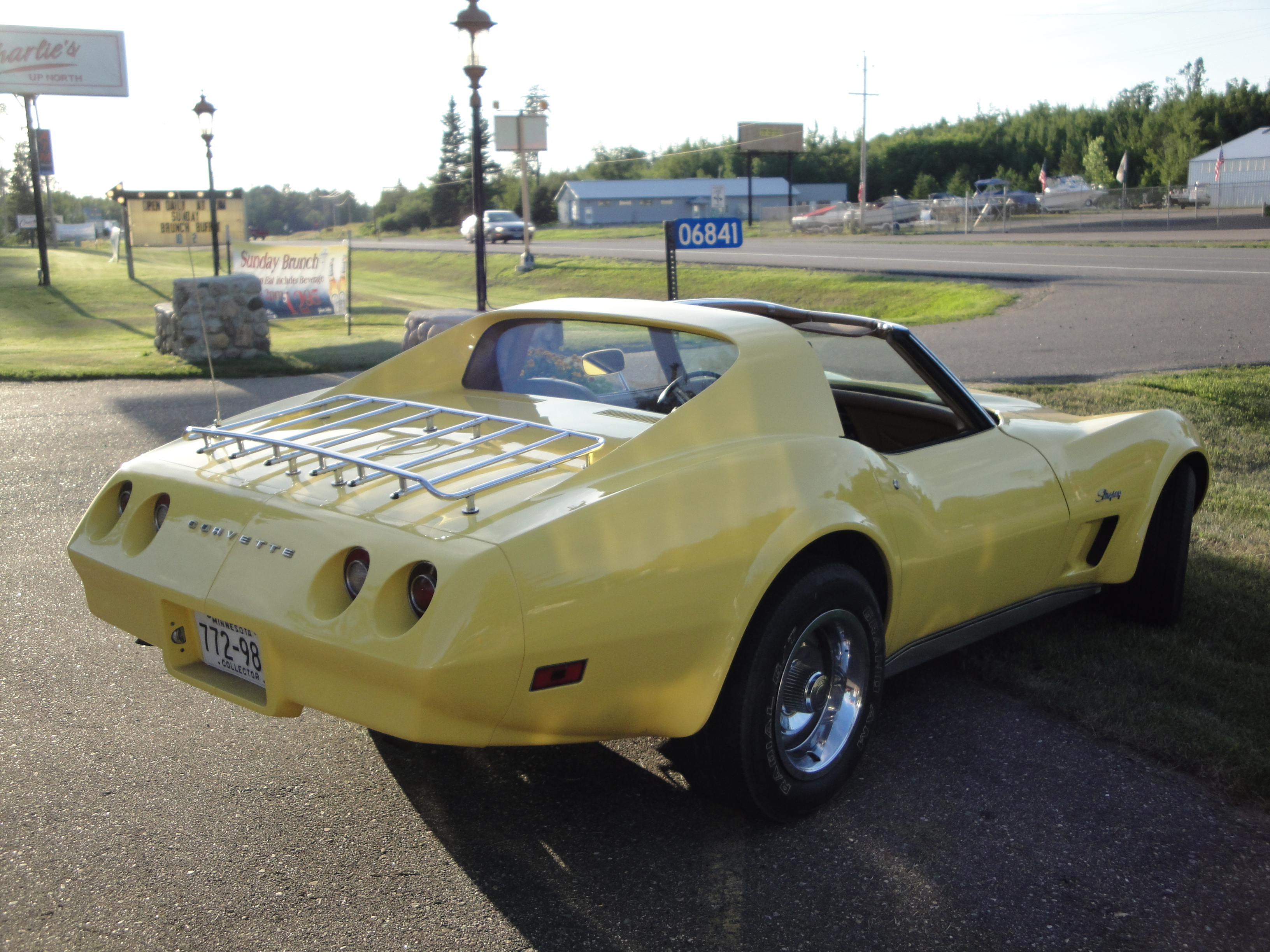
Arrière de 1974
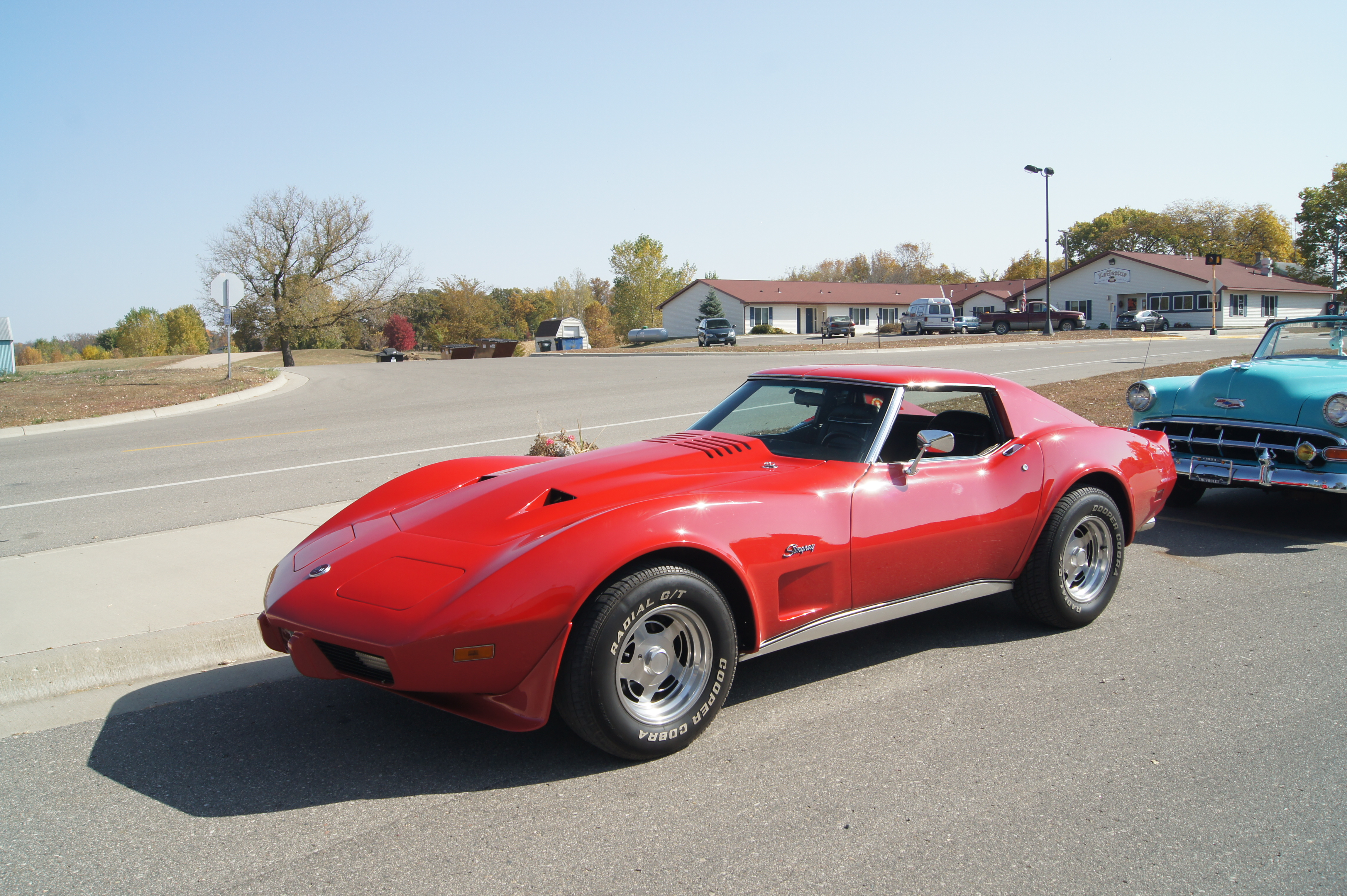
Avant de 1975
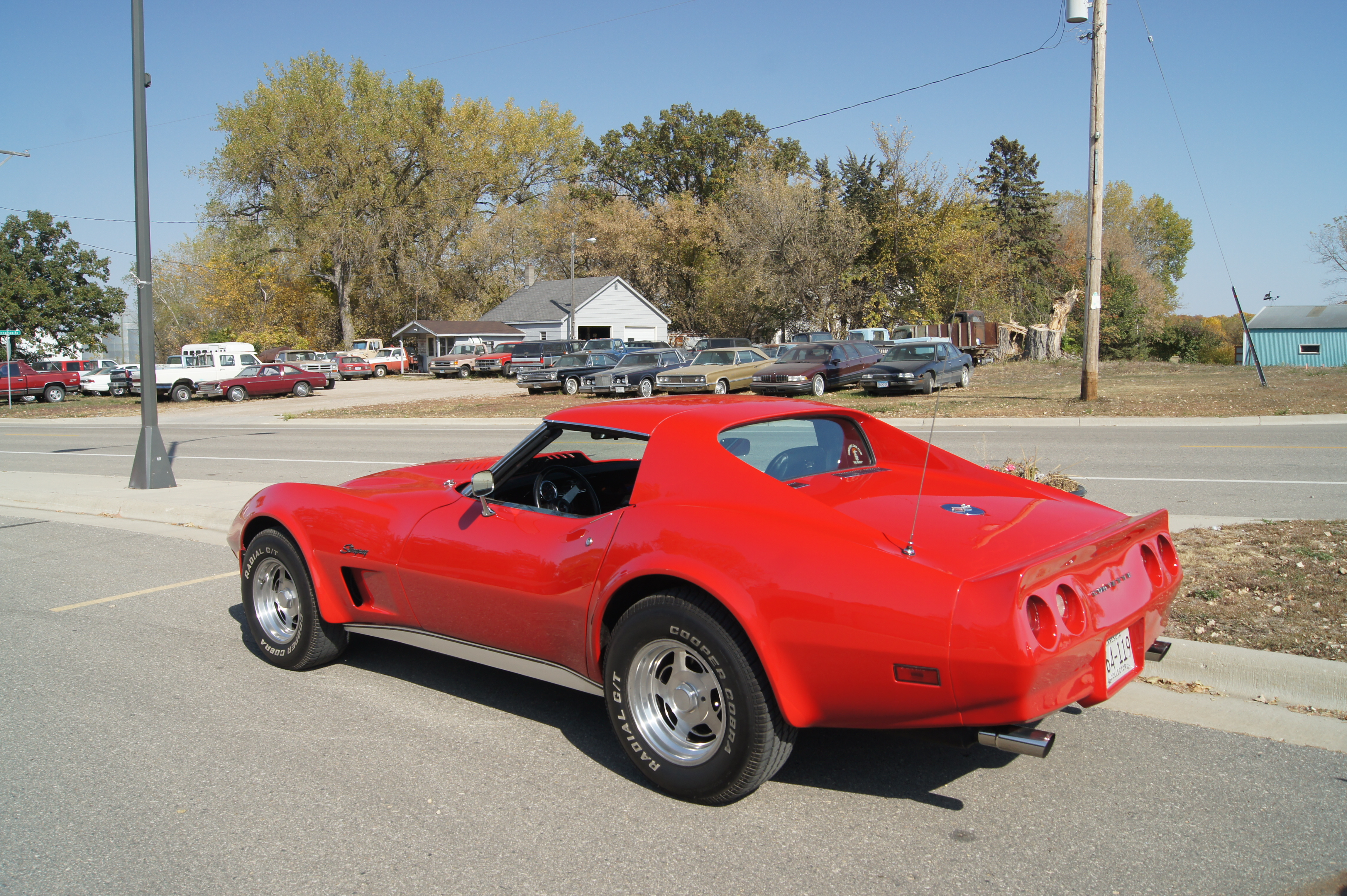
Arrière de 1975
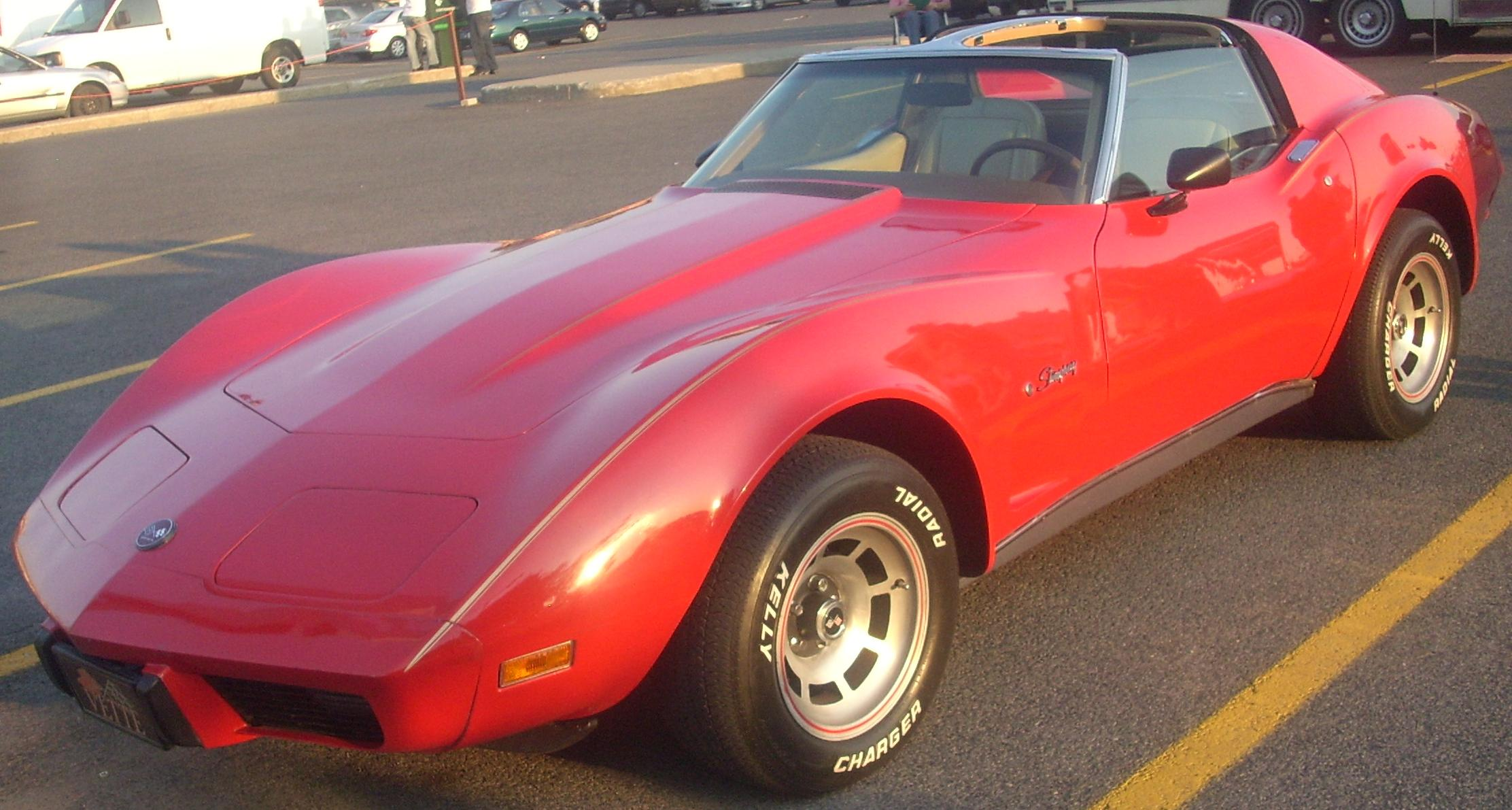
Avant de 1976
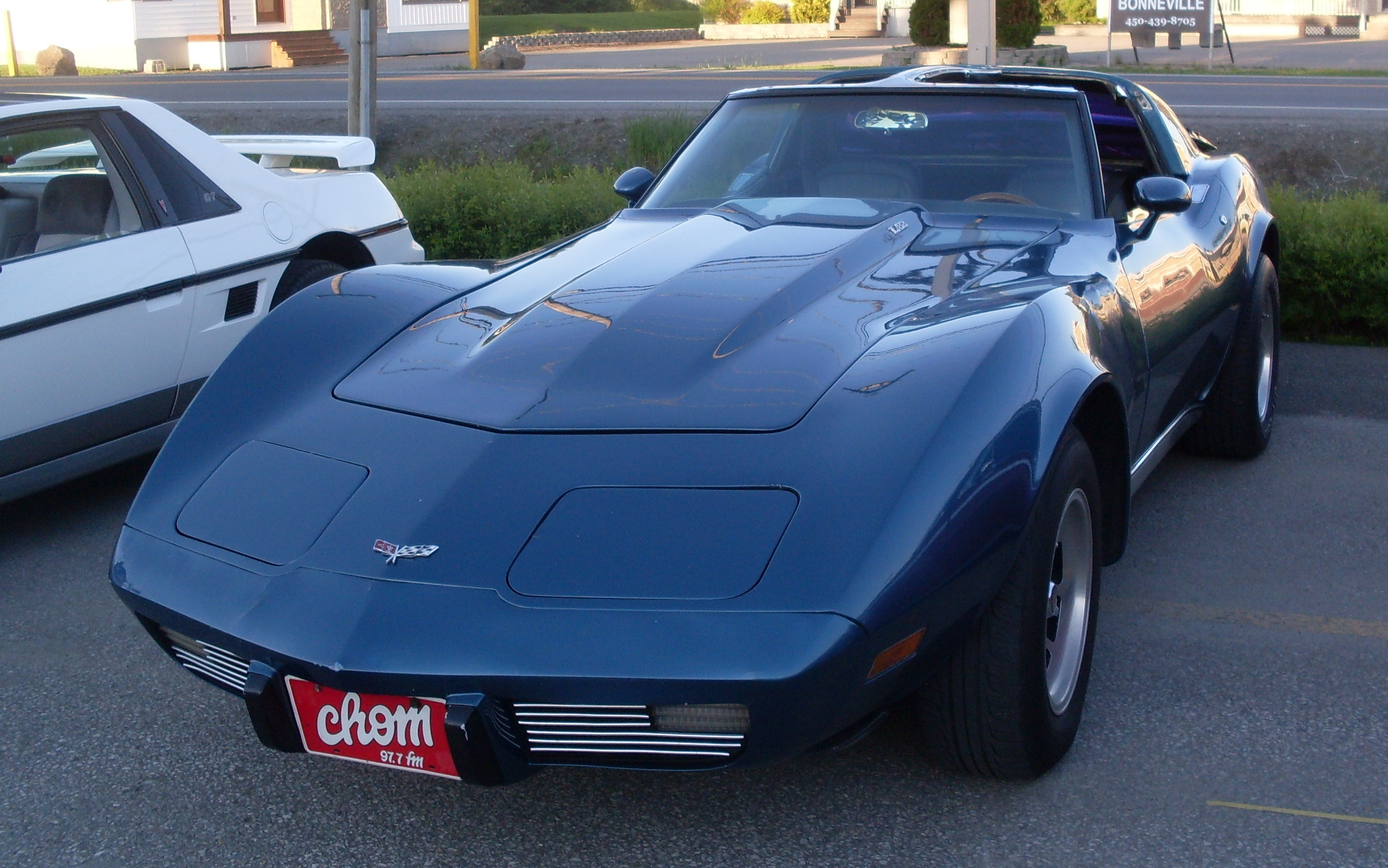
Avant de 1977
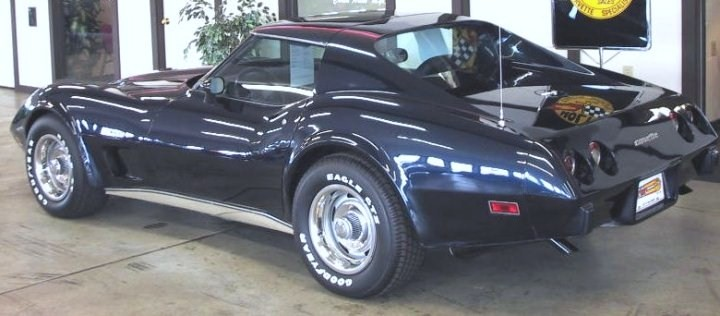
Arrière de 1977
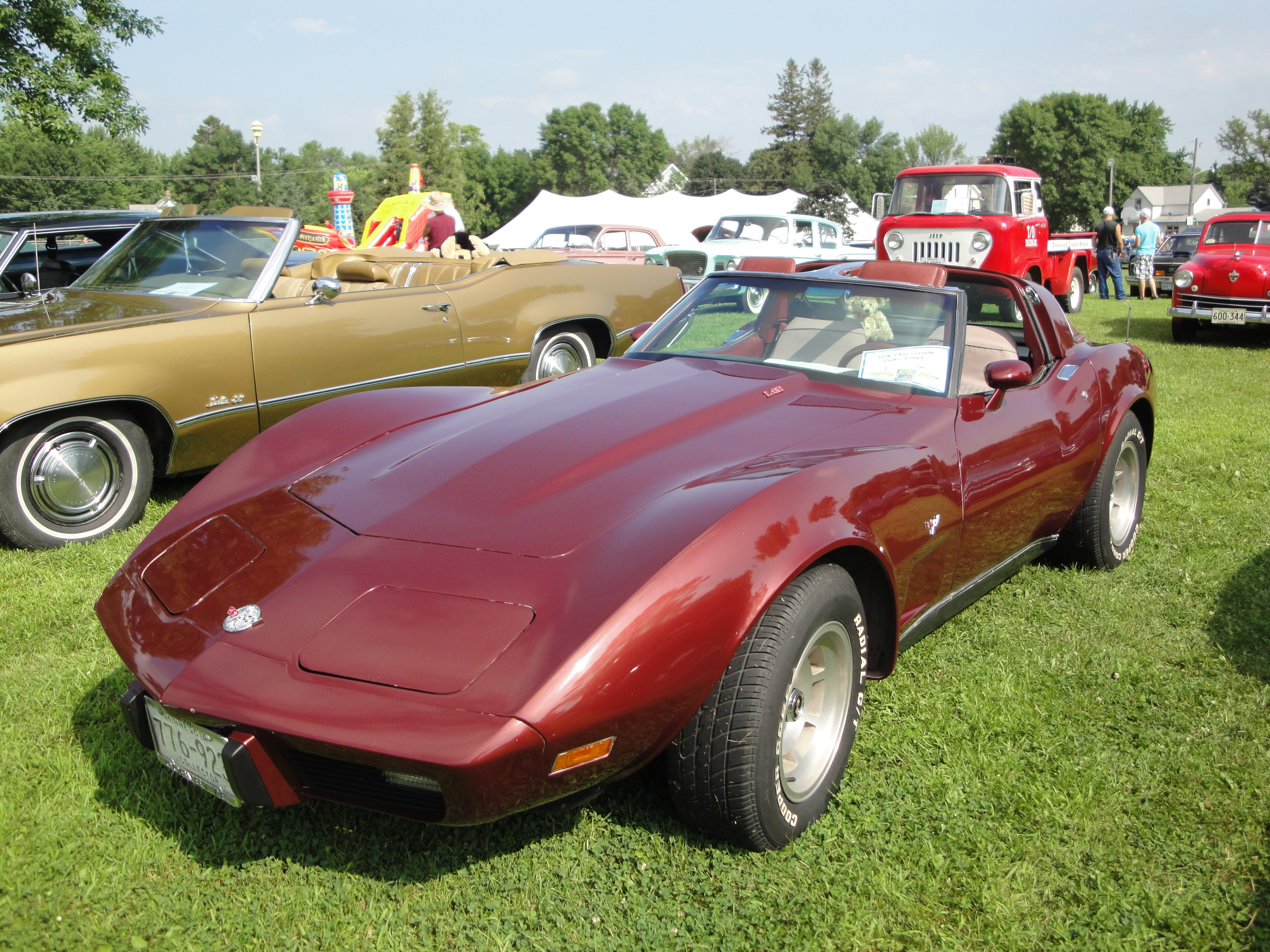
Avant de 1978
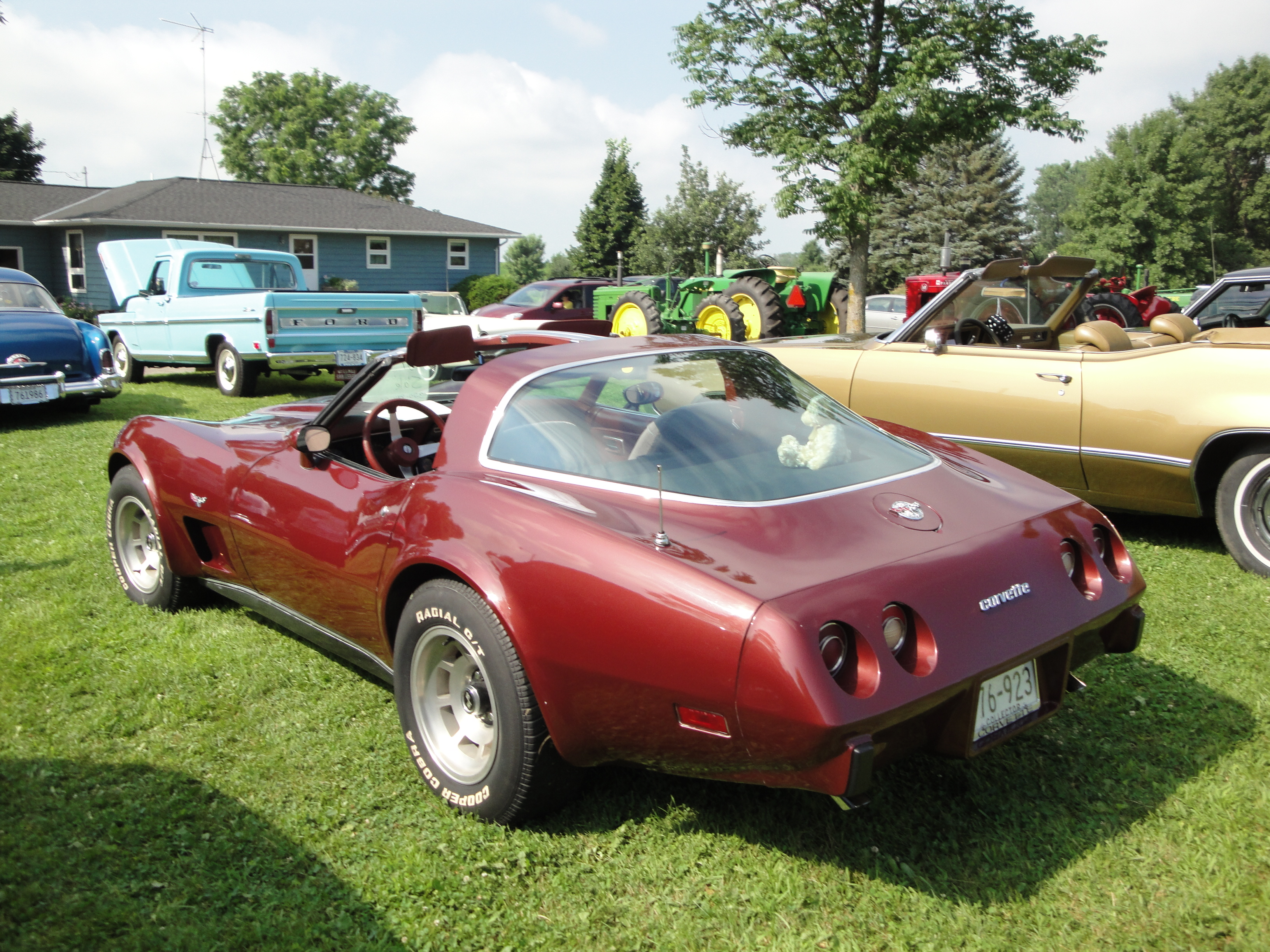
Arrière de 1978
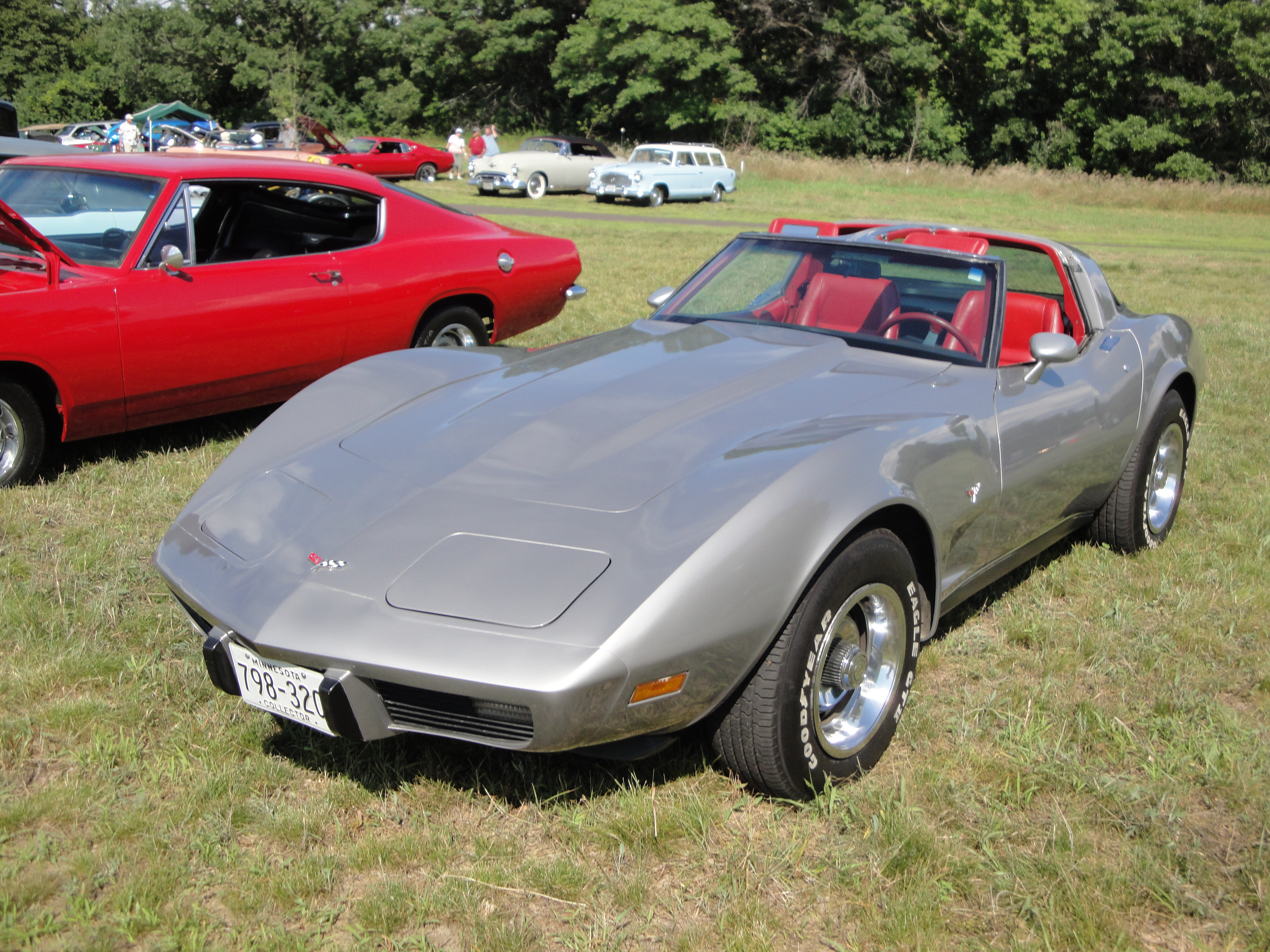
Avant de 1979
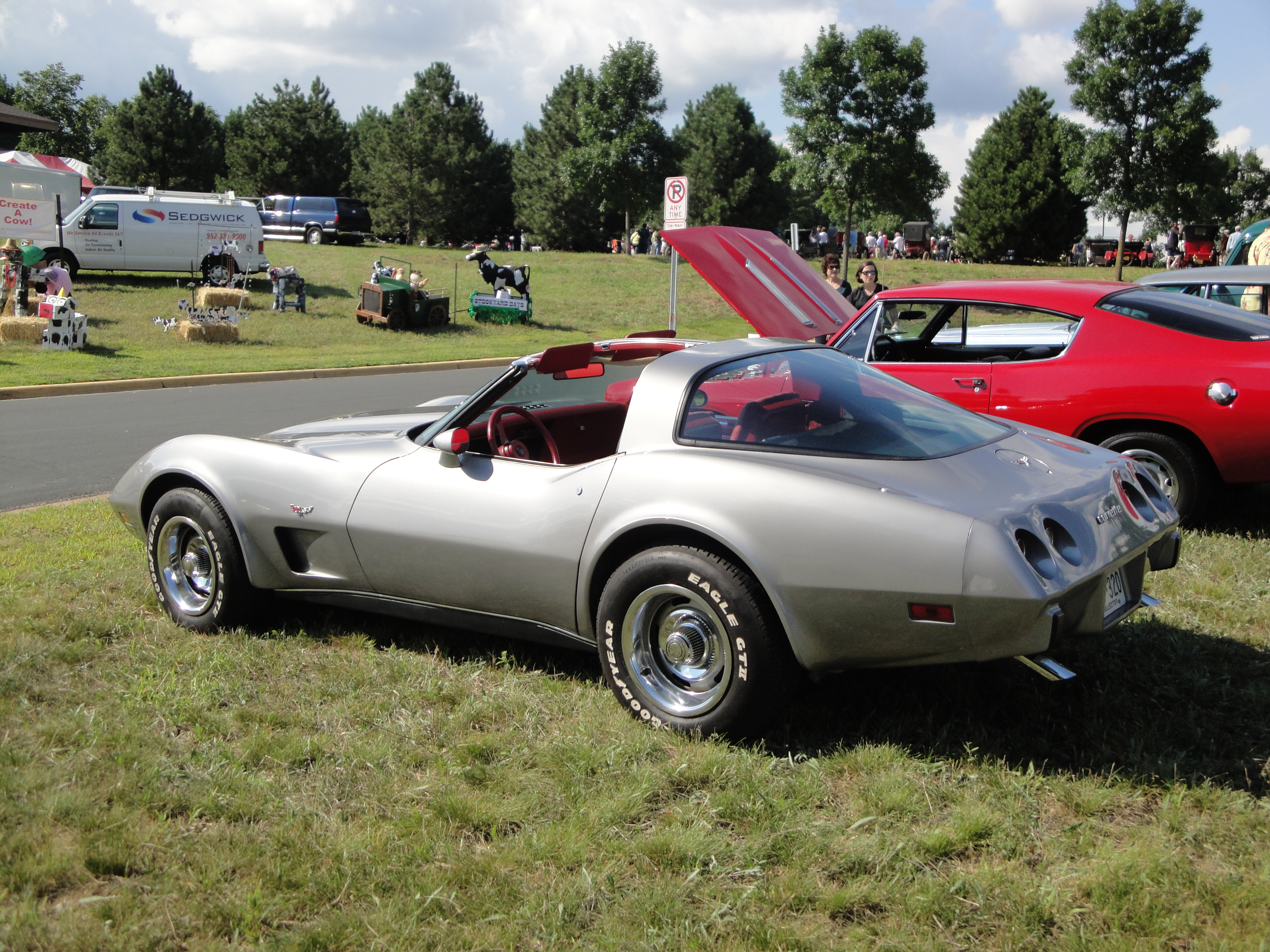
Arrière de 1979
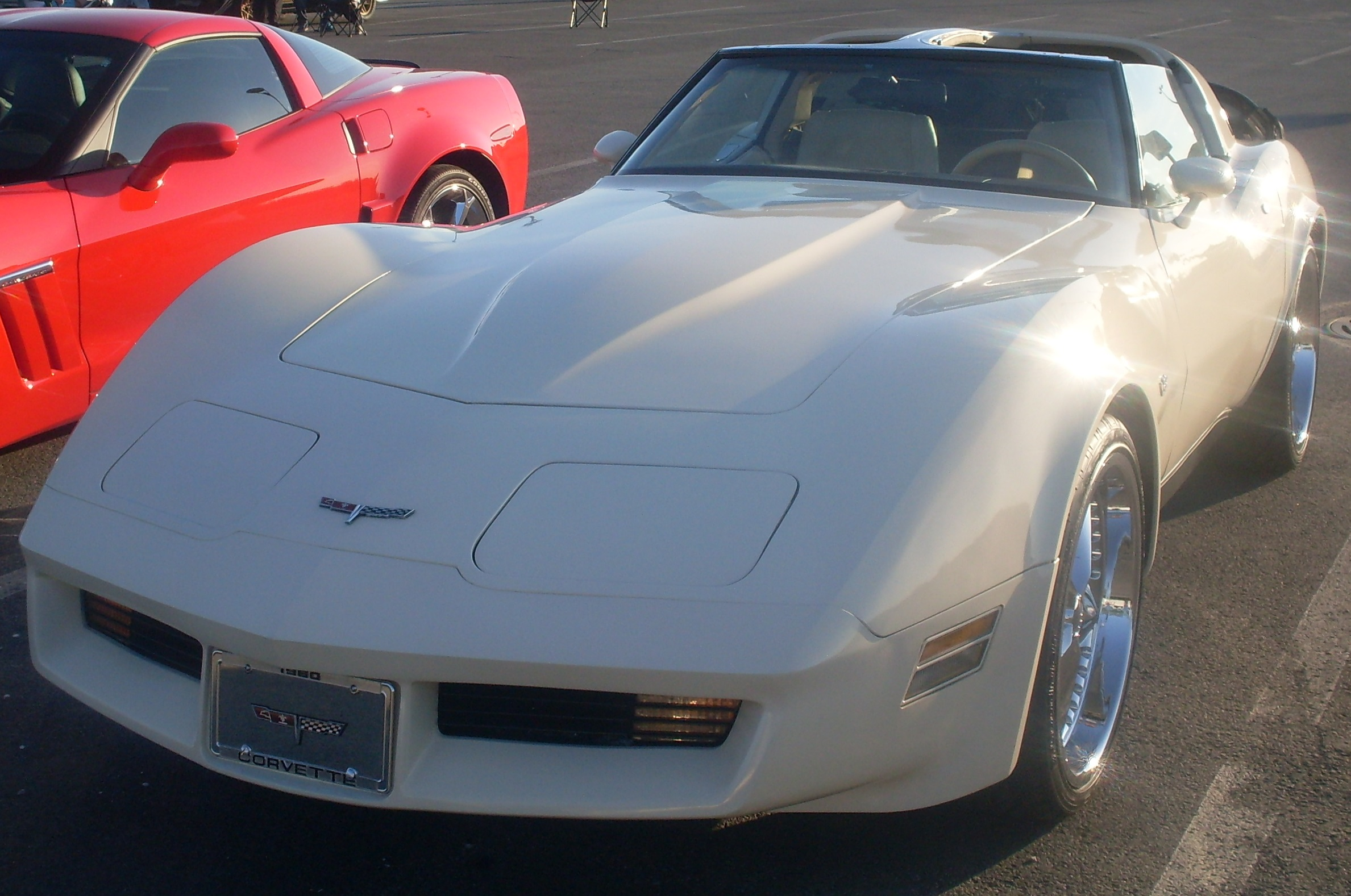
Avant de 1980
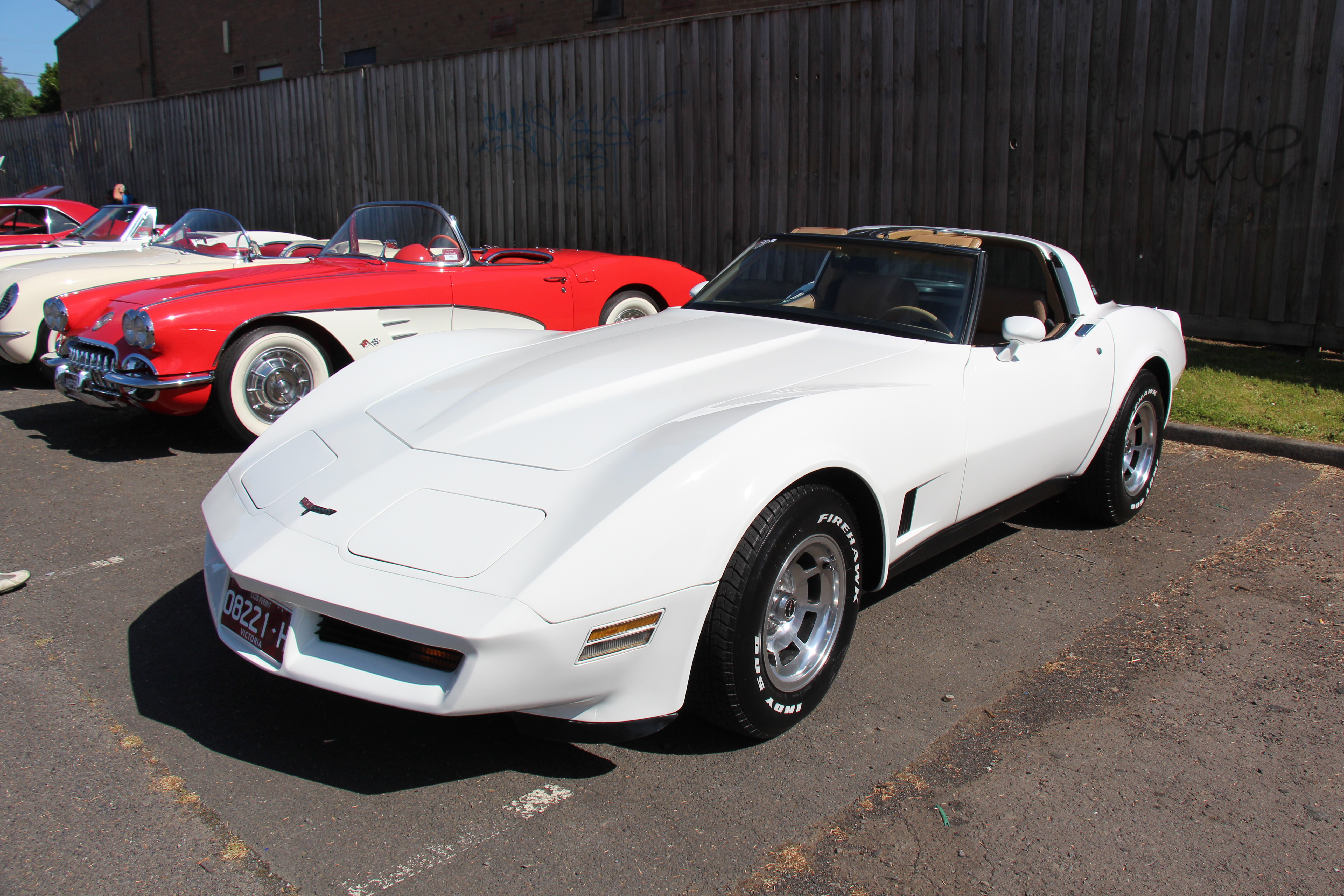
Avant de 1981
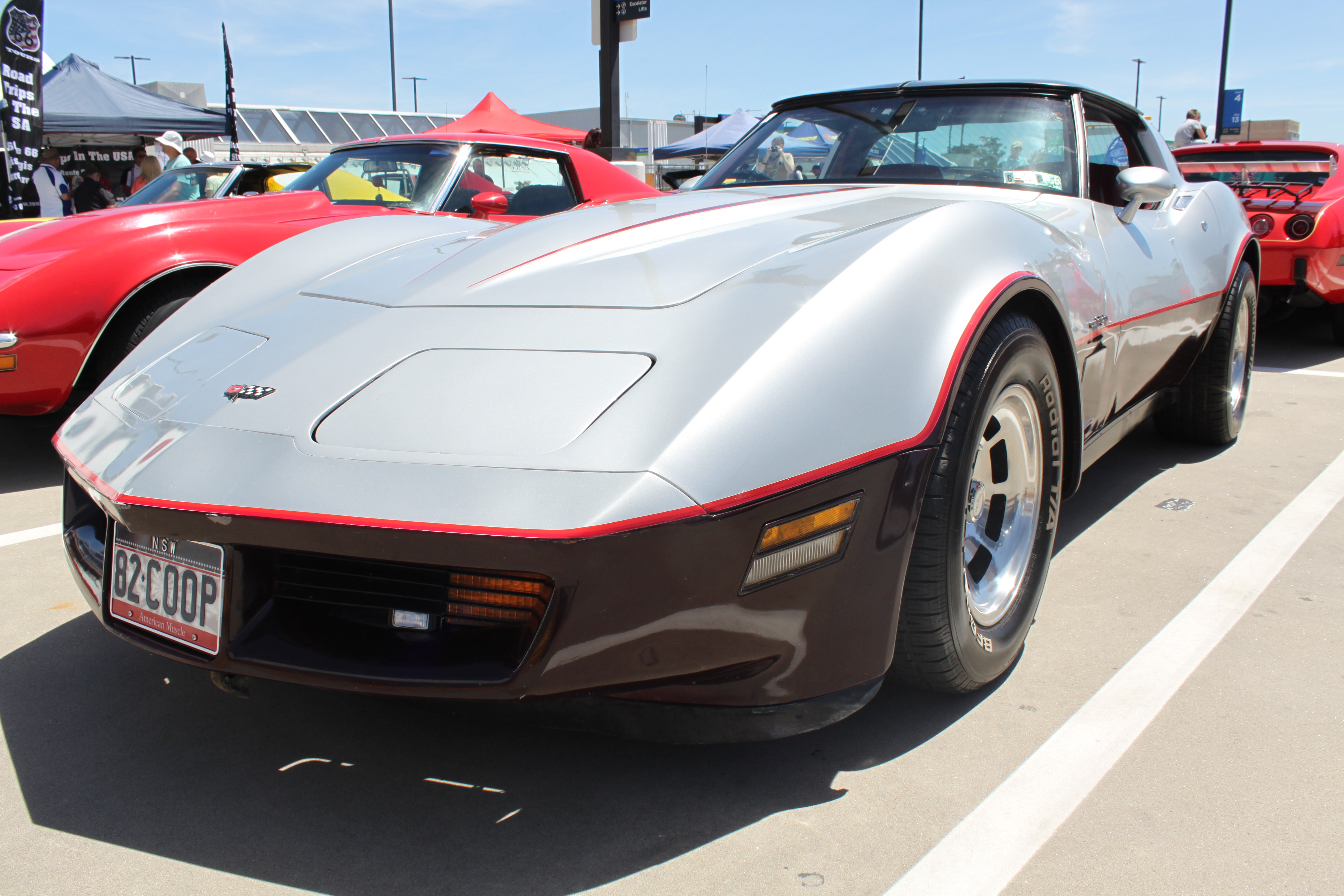
Avant de 1982
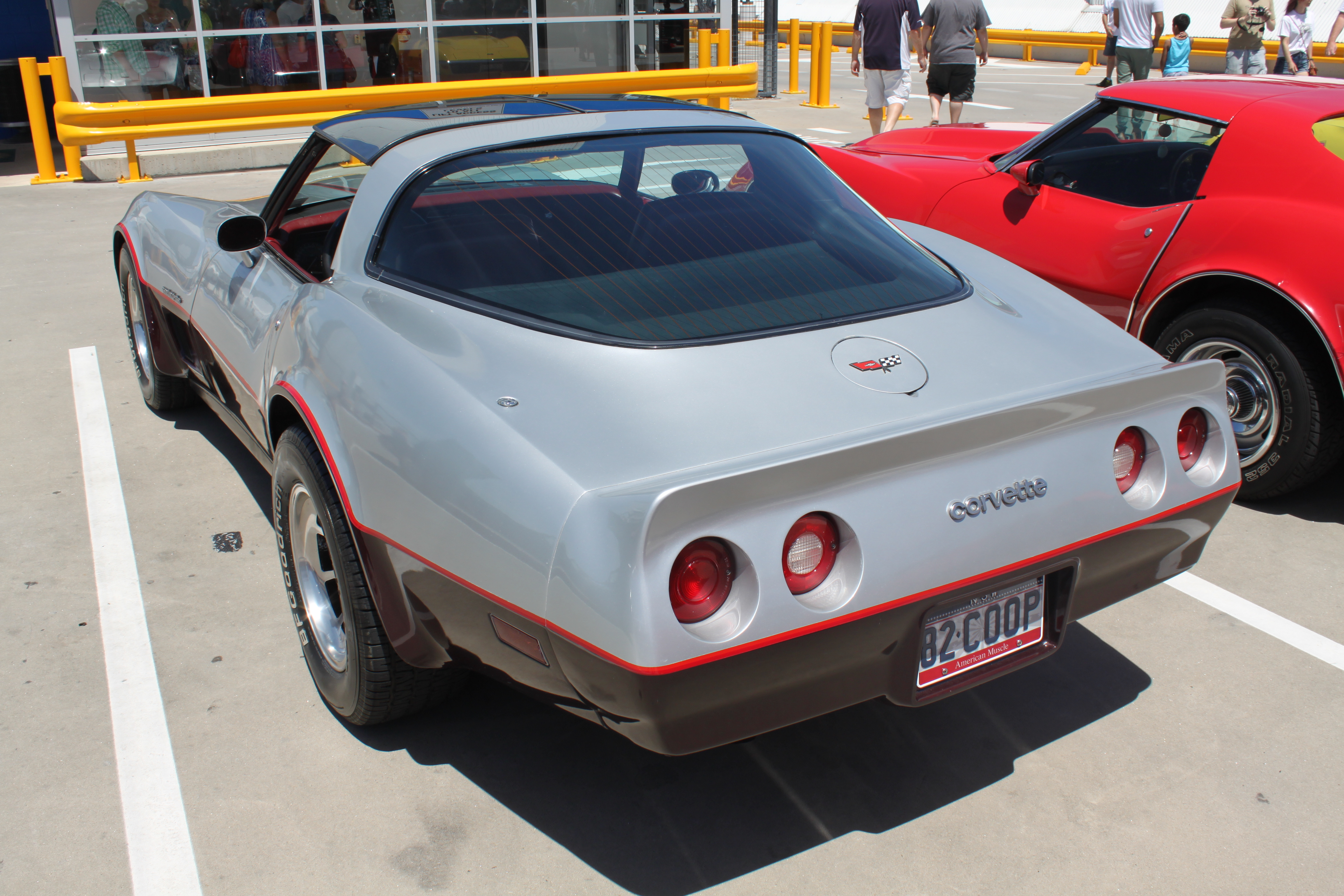
Arrière de 1982